# Rudolf-Harbig-Stadion
Das Rudolf-Harbig-Stadion ist die Spielstätte des Fußballvereins Dynamo Dresden. Das Fußballstadion befindet sich an der Lennéstraße 12, in unmittelbarer Nähe zum Großen Garten, und ist nach dem in Dresden geborenen Leichtathleten Rudolf Harbig benannt. Der Eigentümer des Stadions ist die Stadt Dresden.

## Kapazität
Die maximale Kapazität des Stadions betrug zur Zeit der DDR-Oberliga 38.500 Zuschauer. Der Zuschauerrekord lag allerdings (inoffiziell) bei 44.000 Zuschauern während der UEFA-Pokal-Partie am 24. September 1979 zwischen Dynamo Dresden und dem VfB Stuttgart.
Das von 2007 bis 2009 neu gebaute Stadion bietet aktuell 32.249 Zuschauern auf vollständig überdachten Rängen Platz (21.055 Sitzplätze, davon 400 für Gästefans, sowie 11.055 Stehplätze, davon 2000 für Gästefans, zudem 1548 VIP-Plätze, 18 Logen, 56 Rollstuhlplätze, 144 Presseplätze). Allerdings gilt das Stadion bei einem Spieltag von Dynamo Dresden bereits mit weniger als 30.000 abgesetzten Karten als ausverkauft, da je nach Sicherheitseinstufung bis zu 2700 am Gästesektor angrenzende Plätze als Pufferzone frei bleiben müssen.

## Geschichte

### Anfangszeit

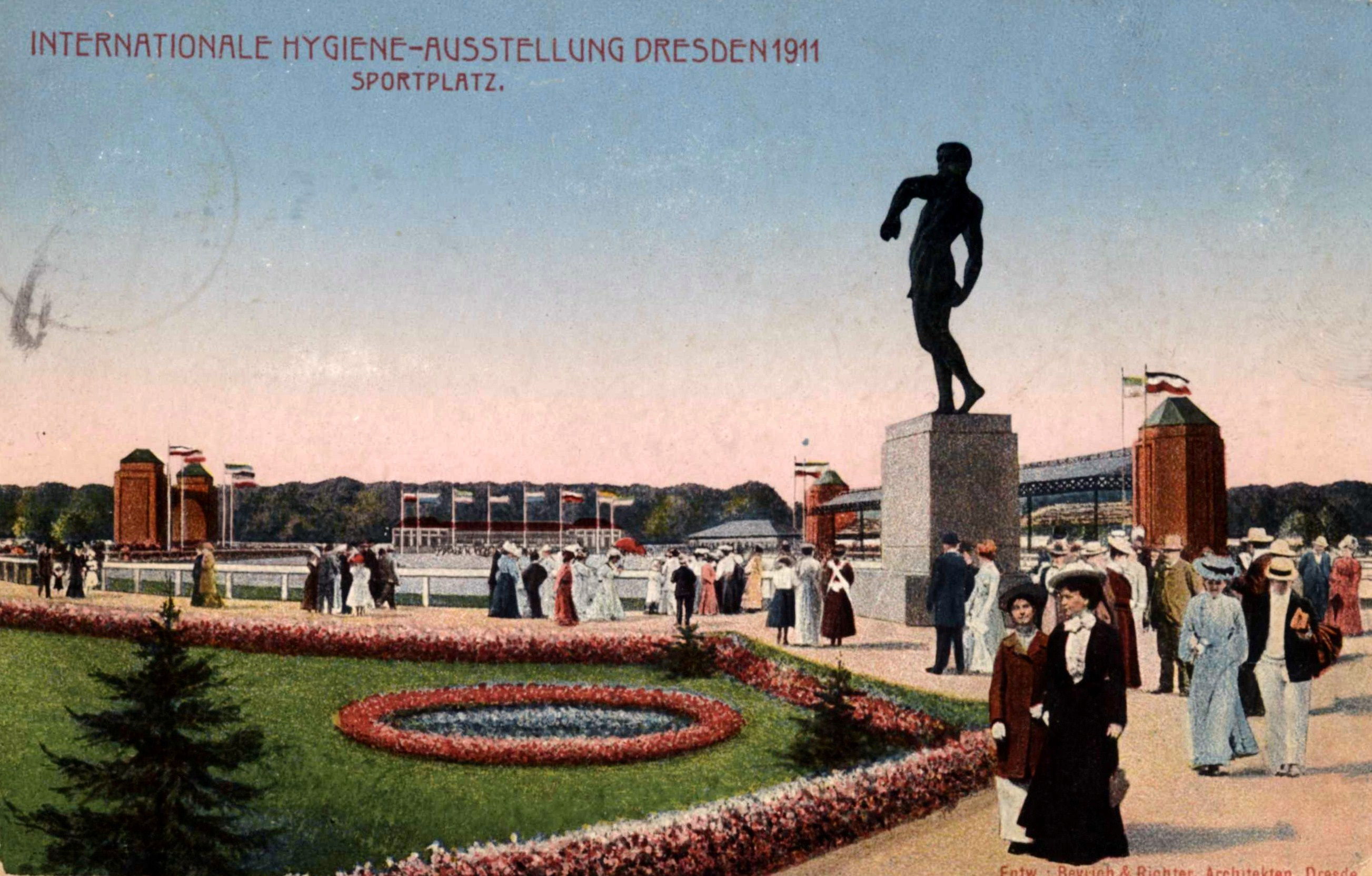
Sportplatz zur Internationalen Hygiene-Ausstellung 1911 mit der Ballwerferplastik von Richard Daniel Fabricius, 1907 (finanziert durch die Güntzstiftung)

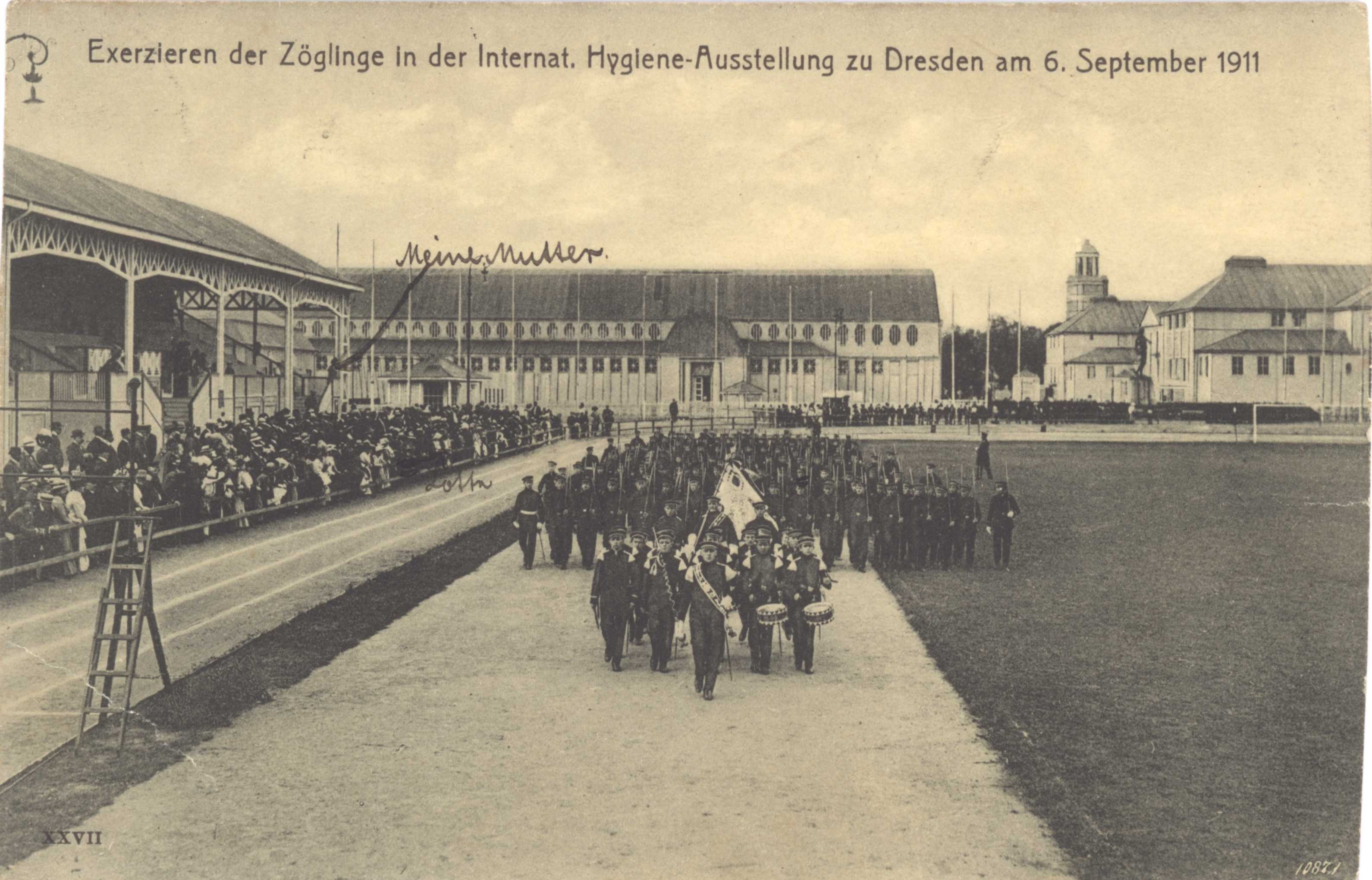
Sportplatz 1911

Im Jahr 1896 wurde erstmals eine Sportstätte auf dem heutigen Stadiongelände erwähnt. Sie war auf den Güntzwiesen errichtet worden, die sich zwischen dem Großen Garten und dem später so bezeichneten Blüherpark befanden. Die erste Fußballmannschaft, die auf den Güntzwiesen spielte, war der Dresden English Football Club. 1910 gründete der Verein Dresdensia an dieser Stelle seine Fußballabteilung.
Anlässlich der Internationalen Hygiene-Ausstellung 1911 wurde der Sportplatz ins Ausstellungsgelände einbezogen und ausgebaut. Er bot 12.000 Zuschauern Platz und diente als Sportstätte für Fußball und Leichtathletik. An seinem nördlichen Zugang stand die Ballwerferplastik von Richard Daniel Fabricius von 1907, die sich heute vor dem Hygiene-Museum befindet.

### Ilgen-Kampfbahn (1923–1945)
Am 21. Dezember 1922 begann der Geheime Hofrat Hermann Ilgen mit dem Bau eines Stadions, das am 16. Mai 1923 als Dresdner Kampfbahn mit einer Kapazität von rund 24.000 Plätzen eingeweiht wurde. Dies geschah im Rahmen der Jahresschau Deutscher Arbeit, Spiel und Sport. Die Anlage wurde 1937 nach ihrem Stifter Ilgen-Kampfbahn benannt und diente auch als Heimstätte von Dresdensia Dresden.

### Rudolf-Harbig-Stadion/Dynamo-Stadion (1951–2007)

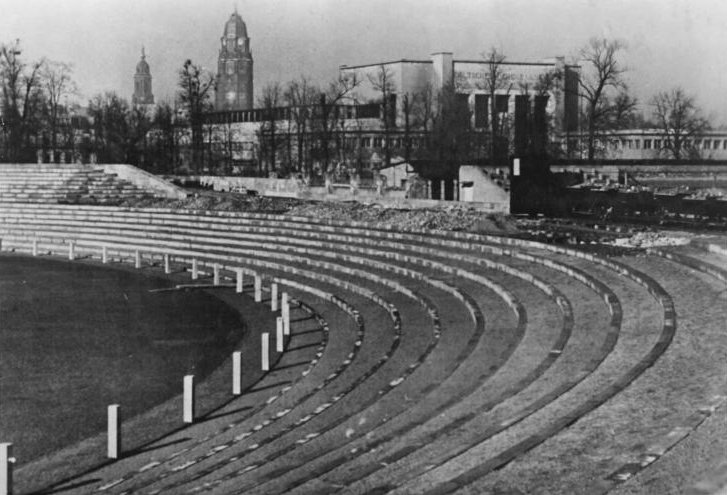
Ilgen-Kampfbahn während des Wiederaufbaus im März 1951

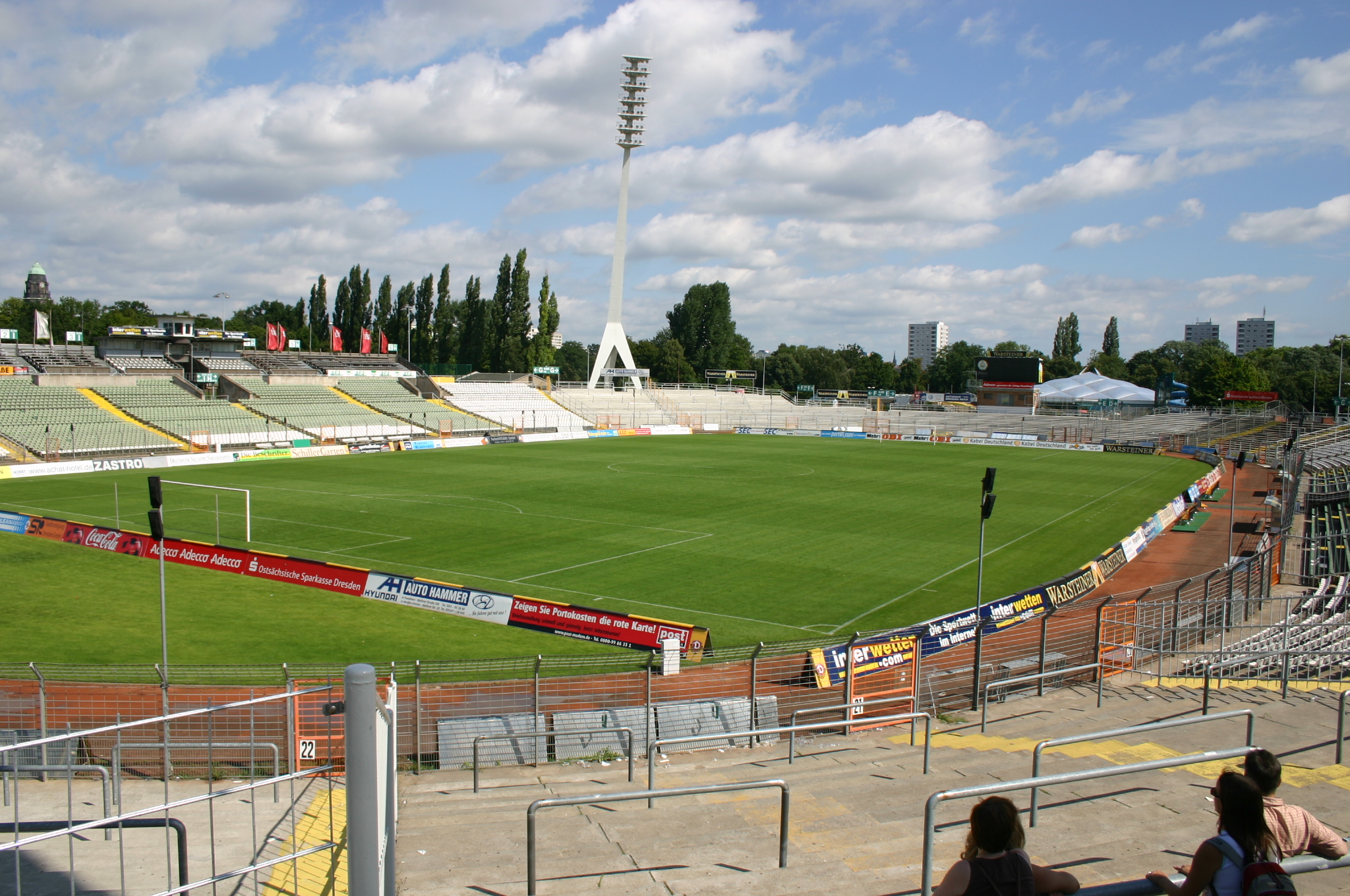
Innenansicht des alten Harbig-Stadions

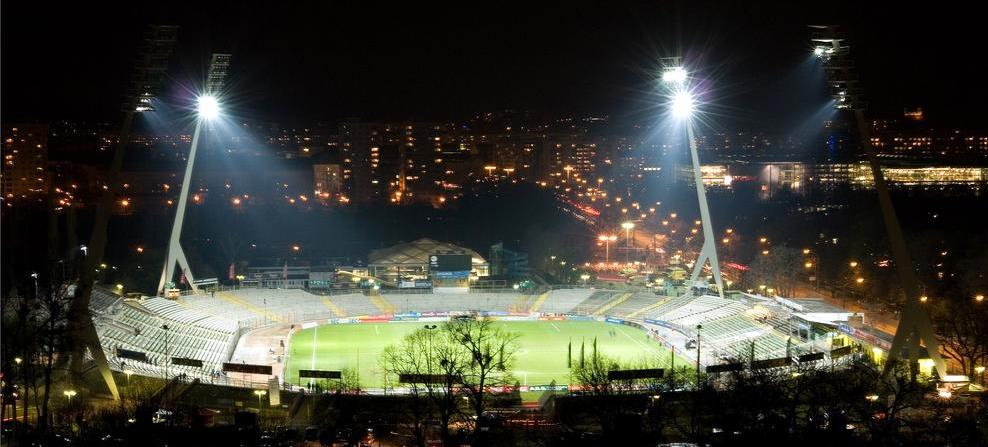
Alte Flutlichtkonstruktion („Giraffen“)

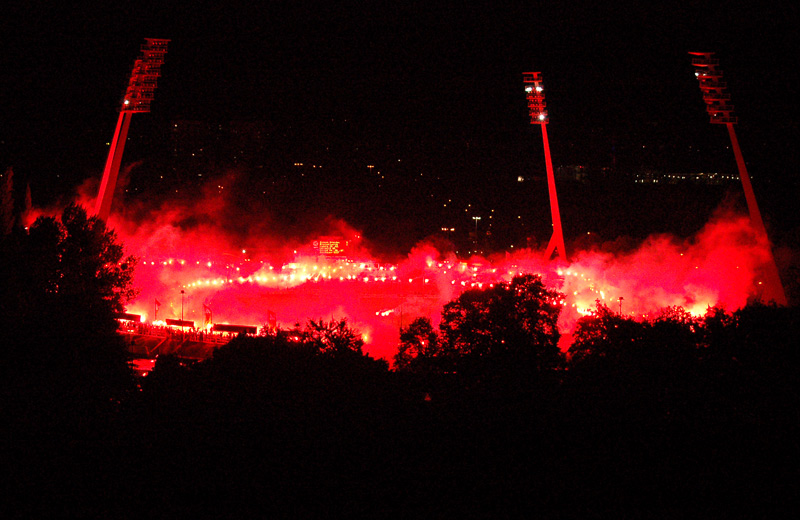
Abschied der Flutlichtkonstruktion nach dem letzten Spiel mit Flutlicht

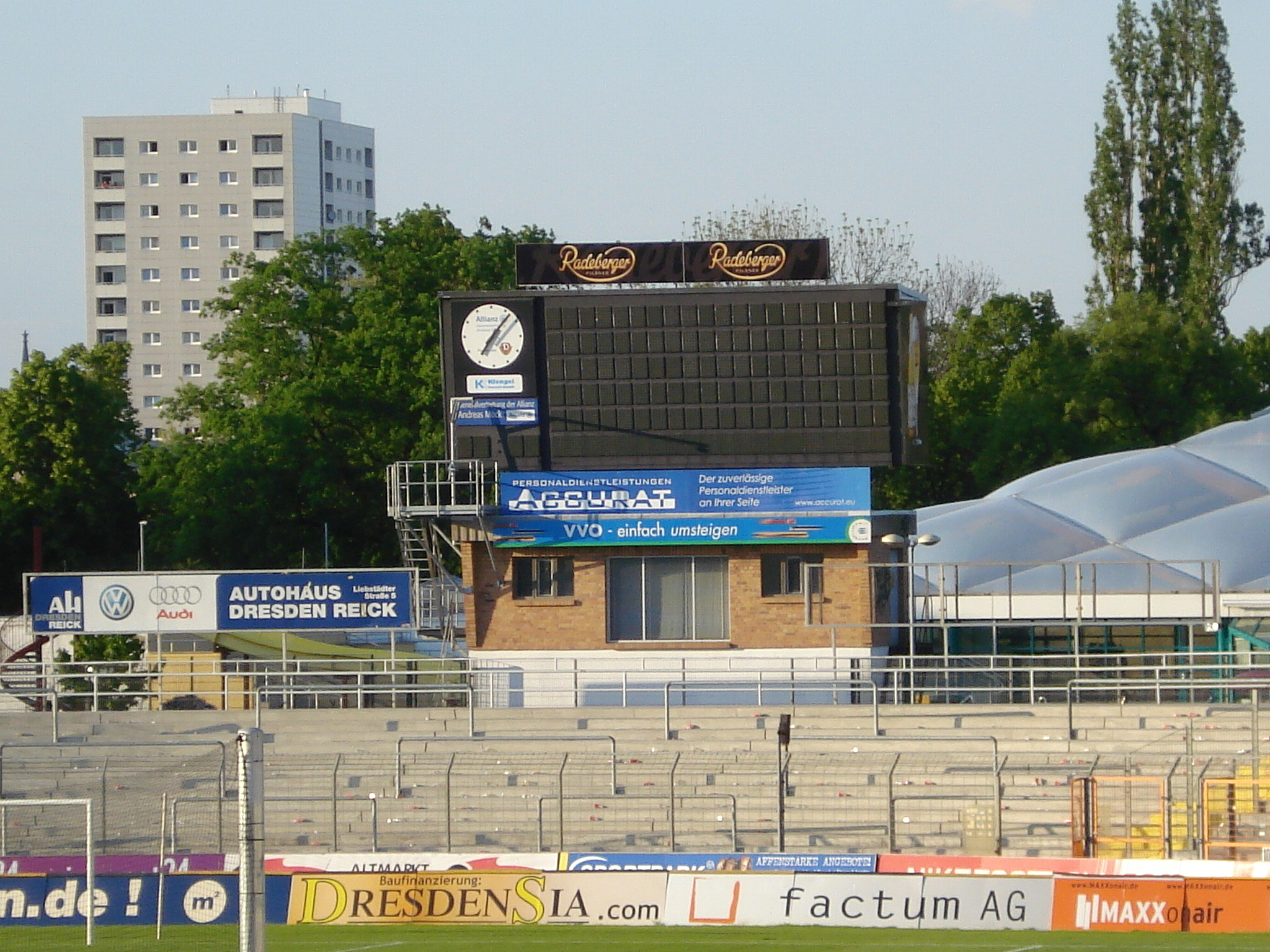
Alte Anzeigetafel

Nach dem Zweiten Weltkrieg wurde das schwer zerstörte Gelände wieder aufgebaut und am 23. September 1951 unter dem Namen Rudolf-Harbig-Stadion neu eingeweiht. Der Namensgeber Rudolf Harbig war ein Dresdner Leichtathlet, der als Mittelstreckenläufer mehrere Weltrekorde erzielte. Er trat 1937 in die NSDAP ein und bekleidete den Rang eines SA-Sturmmanns. Da dies nicht in das Sportler-Idealbild der DDR passte, wurde der Name der Sportanlage im Sommer 1971 in Dynamo-Stadion abgeändert – 1957 wurde das Stadion vom Ministerium für Staatssicherheit übernommen, im Januar 1957 war die drittklassige Volkspolizei-Mannschaft Dynamo ins Harbig-Stadion eingezogen. Diese Bezeichnung trug das Stadion offiziell bis 1990. Es wird auch heute noch häufig so genannt.

#### Flutlicht
Im Sommer 1969 wurde eine Flutlichtanlage erbaut und am 3. September desselben Jahres mit einem Spiel von Dynamo Dresden gegen eine DDR-Auswahl eingeweiht. Die Konstruktion der Flutlichtanlage wurde von Manfred Mortensen, dem Architekten Günter Schöneberg und dem Ingenieur Friedrich Schmidt entworfen und von der PGH Elektrobau Dresden, vom VEB Schiffsreparaturwerften Berlin, Werk Tangermünde, der die Stahlkonstruktionen schuf, und dem VEB Sächsischer Brücken- und Stahlhochbau Dresden, der die Montage ausführte, aufgebaut. Die Anlage bestand aus vier einzelnen Stahl-Hohlprofilmasten. Wegen ihres Aussehens wurden sie umgangssprachlich auch als „Giraffen“ bezeichnet. Die Masten waren 62 Meter hoch, 60,5 Tonnen schwer und hatten einen Neigungswinkel von 20 Grad. Die insgesamt 104 Lampen (jeweils 2 kW) hatten eine Gesamt-Leistungsaufnahme von 208 Kilowatt und entwickelten auf dem Spielfeld eine Lichtstärke von anfangs 570 Lux, später 700 Lux. Um ein Spiel regelgemäß stattfinden zu lassen, sind 450 Lux nötig. Diese Ausstattung war zum damaligen Zeitpunkt die beste in Deutschland.

#### Anzeigetafel
Im Sommer 1979 wurde eine elektronische Anzeigetafel aufgestellt, die aus insgesamt 4333 Glühlampen bestand und von einem Computer gesteuert wurde. Sie wurde erstmals am 6. Juni 1979 in einem Spiel zwischen Dynamo Dresden und dem 1. FC Magdeburg in Betrieb genommen.

#### Modernisierung
Nach der politischen Wende in der DDR wurde das Stadion modernisiert, um die Normen des DFB und der FIFA zu erfüllen. Dazu gehörte unter anderem die Verbesserung der Sicherheit für Spieler und Schiedsrichter. Der damalige Bundesligist Dynamo Dresden brachte hierfür etwa zwei Millionen DM auf. Die Stadt Dresden ließ bis zum Sommer 1992 zudem die vorhandenen Sitzbänke durch separate Sitzschalen ersetzen und die Spielfläche mit neuem Rasen ausstatten – das erste Mal seit 1956. Allein die Erneuerung des Spielrasens kostete rund 750.000 DM.
Am 17. Juli 1999 fand im Rudolf-Harbig-Stadion ein Konzert mit dem Schlagersänger Wolfgang Petry statt. Diese Veranstaltung wurde von rund 5000 Menschen besucht. Ebenfalls in den 1990er Jahren war das Stadion mehrfach Veranstaltungsort von Kongressen der Zeugen Jehovas.

### Stadionneubau (2007–2009)

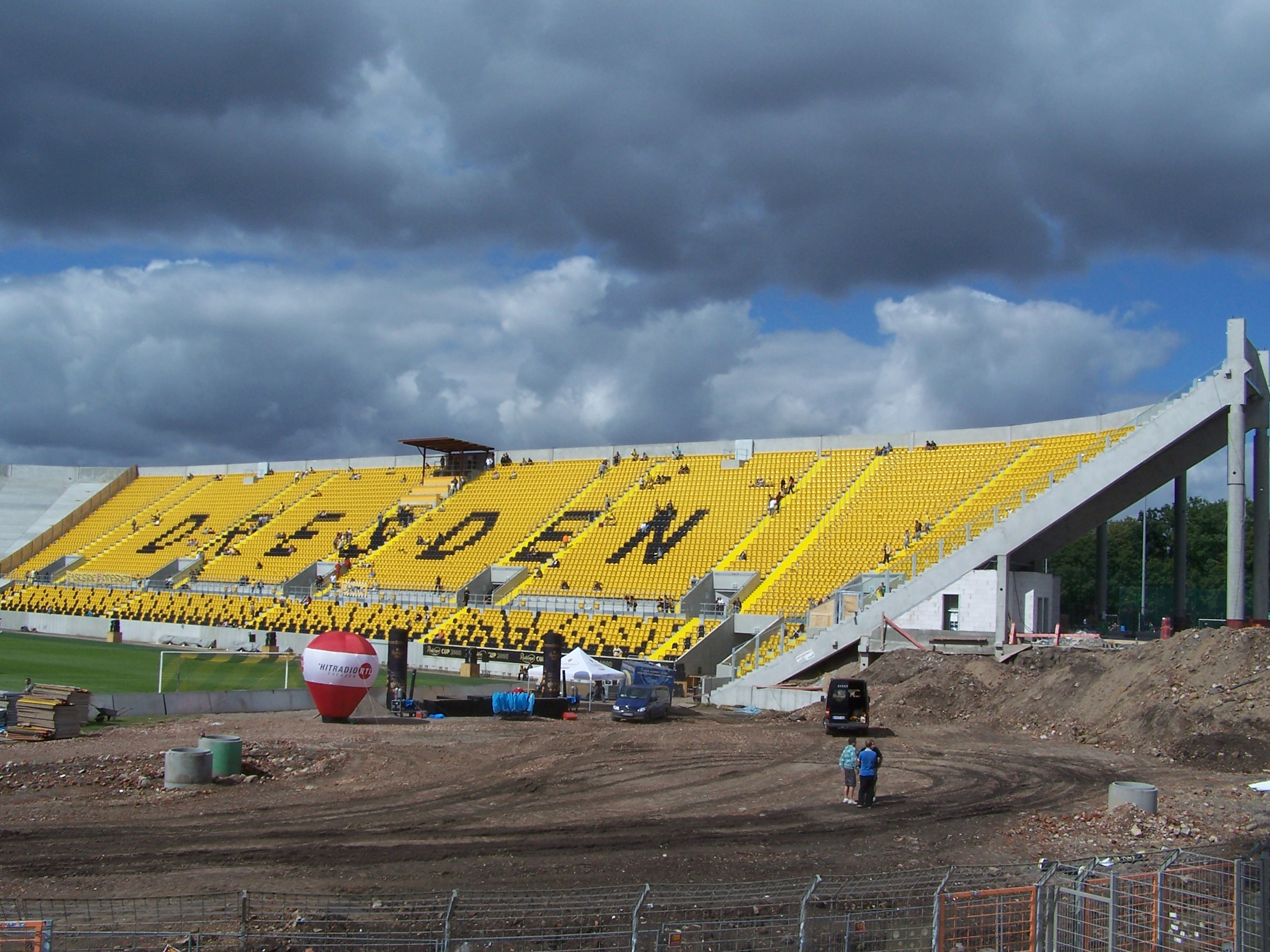
Neue Westtribüne nach ihrer Fertigstellung im August 2008

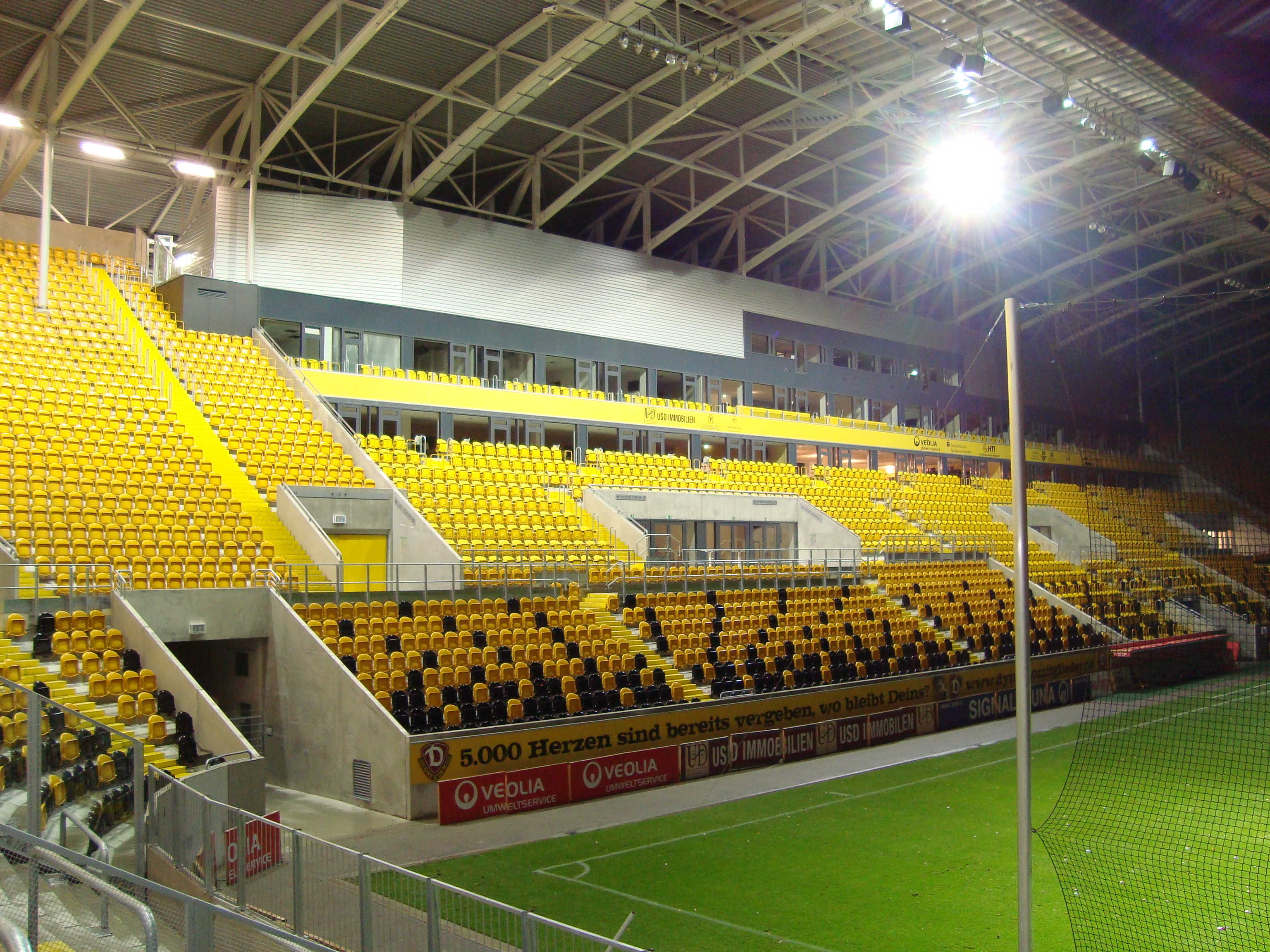
Neue Osttribüne mit den VIP-Logen

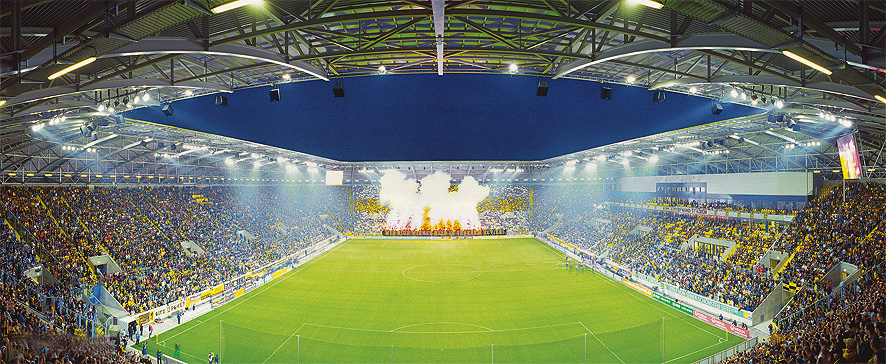
Innenansicht des Rudolf-Harbig-Stadions, 2009

Der vorherige Stadionbau galt als veraltet, da nach der Wende nur die notwendigsten Sanierungsmaßnahmen durchgeführt wurden. Deshalb fiel am 6. Januar 2006 im Stadtrat die Entscheidung, in Verhandlung mit einem Bieter für den Stadionneubau zu treten. Im Folgenden wurde mit der HBM Stadion- und Sportstätten GmbH, einer Tochtergesellschaft der BAM Deutschland AG, verhandelt, dem Drittplatzierten aus vier Wettbewerbsteilnehmern der Endrunde des Wettbewerbes der Stadt Dresden für einen Neubau des Rudolf-Harbig-Stadions. Diese sollte an alter Stelle ein 32.296 Zuschauer fassendes reines Fußballstadion errichten. Der Baukonzern hatte bereits den Neubau des Ostseestadions in Rostock sowie die Errichtung der WM-Stadien in Gelsenkirchen und Hannover umgesetzt. Nach mehrjährigen Diskussionen beschloss am 18. Mai 2006 der Stadtrat der Landeshauptstadt Dresden mit 46 gegen 20 Stimmen, das neue Stadion mit dem Partner HBM Stadien- und Sportstätten GmbH am jetzigen Standort an der Lennéstraße zu errichten. Das Regierungspräsidium Dresden genehmigte dann am 28. Februar 2007 die Finanzierung.
Im November 2007 geriet der geplante Baubeginn des neuen Stadions erneut in Gefahr. Das im Ausschreibungsverfahren unterlegene Bauunternehmen Hochtief und dessen Partner hatten einen Nachprüfungsantrag bei der Vergabekammer in Leipzig eingereicht. Nach Protest der Vereinsanhänger zog das Unternehmen den Antrag zurück. Die HBM Stadion- und Sportstätten GmbH forderte aufgrund gestiegener Planungskosten einen Tag nach der Rücknahme des Hochtief-Protestes eine Erhöhung des Auftragsvolumens um zwei Millionen Euro. Durch den verzögerten Baustart hatten sich die Material- und Lohnkosten erhöht. Am 17. April 2008 gab der Verein nach mehreren Gesprächen bekannt, dass HBM auf die Kostenerhöhung von zwei Millionen Euro verzichtet und dieses Hindernis zum Neubau beseitigt hat.
Am 4. Mai 2007 wurde der Vertrag für den Neubau des Rudolf-Harbig-Stadions unterschrieben. Die vertraglich vereinbarte Bauzeit belief sich auf zwei Jahre. Mit der Genehmigungsplanung des Stadions wurde im Juli 2007 begonnen und im Oktober 2007 der formelle Bauantrag bei der Stadt Dresden eingereicht. Die Baugenehmigung wurde am 20. Dezember 2007 erteilt. Am 22. Oktober 2007 kündigte HBM an, nach dem Spiel gegen den Wuppertaler SV am 10. November 2007 mit Vorbereitungsarbeiten zum Abriss der Tribünen in der Fan- sowie Badkurve und der Hornbach-Tribüne (Blöcke F, G, H, I, J, K1 und K2) zu beginnen. Am Tag nach dem Wuppertal-Spiel wurde mit dem Einrichten der Baustelle begonnen und Fans konnten sich gegen eine Spende Sitzschalen des Rudolf-Harbig-Stadions selbst abmontieren. Damit hatte der Abriss faktisch begonnen. Am 19. November 2007 begann der Abriss offiziell mit entsprechenden Großgeräten.
Während der Umbauphase wurde das Spielfeld mit Genehmigung des DFB um vier Meter verkleinert. Beim Rückbau der Flutlichtanlagen im Dezember 2007 verunglückte ein Bauarbeiter schwer. Die Westtribüne wurde mit einem Freundschaftsspiel gegen den niederländischen Erstligisten Willem II Tilburg am 9. August 2008 eingeweiht. Drei Tage zuvor hatte eine Delegation des Organisationskomitees für die Frauen-Weltmeisterschaft 2011 das Stadion besichtigt. Dresden hatte sich im Vorfeld als eine von elf Städten als Spielort beworben und wurde am 30. September 2008 hierfür offiziell ausgewählt.
Das neue Stadion wurde am 15. September 2009 mit einem Freundschaftsspiel gegen den FC Schalke 04 eröffnet (Endstand 1:2).

### Glücksgas-Stadion (2010–2014)

Außenansicht des Stadions

Am 10. Dezember 2010 wurde bekanntgegeben, dass die Namensrechte an das bayerische Energievertriebsunternehmen Glücksgas veräußert wurden und das Stadion in „glücksgas stadion“ umbenannt wird. Die Namensrechte sollten zunächst bis 2015 laufen. Bei den Fans war der Verkauf der Namensrechte sehr umstritten. Die FIFA verwendete während der Fußball-Weltmeisterschaft der Frauen 2011 den ursprünglichen Namen „Rudolf-Harbig-Stadion“, da ein Stadion bei einer Weltmeisterschaft nicht nach einem Sponsor benannt werden darf.
Die vereinbarte jährliche Miete von 4,75 Millionen Euro ist für den Verein Dynamo Dresden in der aktuellen Situation trotz des Verkaufs der Namensrechte nicht aufzubringen und daher Gegenstand von Verhandlungen mit der Stadtverwaltung. Der Verein verweist auf die im Durchschnitt weit geringeren Mieten der direkten Ligakonkurrenten, die Stadt hingegen kritisiert die wirtschaftliche Führung des Vereins und fordert Reformen. Im März 2011 beschloss der Dresdner Stadtrat daraufhin, die jährlichen Zuschüsse zur Stadionmiete um eine Million Euro zu erhöhen.
Seit November 2011 ist auch das Dresdner Fußballmuseum im Stadion untergebracht. Besonders außerhalb der Fußballsaison wird das Stadion für Heimspiele des American-Football-Teams Dresden Monarchs genutzt.
Vom 21. bis 22. Mai 2012 fand in den Räumlichkeiten des Stadions die von der DFL organisierte Fanbeauftragten-Vollversammlung 2012 statt. Nachdem die Trainerbänke zwischenzeitlich von der West- auf die Ostseite verschoben worden waren, kamen sie 2012 zum Heimspiel der SG Dynamo Dresden gegen den TSV 1860 München wieder an ihren alten Platz. Die Fans begrüßten die Entscheidung, da es wieder mehr Platz für die Blockfahnenkultur gibt. Beim Heimspiel gegen Energie Cottbus wurde die alte Fankneipe „Kulti“ nach fünf Jahren Planung neueröffnet. Sie befindet sich direkt hinter dem K-Block.
Während des Elbhochwassers 2013 diente das Stadion als Fluthilfezentrum, in dem Sachspenden abgegeben werden konnten. Seit der Saison 2013/14 stehen Sehbehinderten Plätze mit einem Liveradio zur Verfügung. Es gibt bis zu zehn Plätze auf der ehemaligen Medientribüne, die vor jedem Heimspiel reserviert werden müssen.

### Stadion Dresden (2014–2016)
Im Sommer 2014 endete der Vertrag mit dem Energievertriebsunternehmen Glücksgas vorzeitig und das Stadion wurde Anfang Juli offiziell in Stadion Dresden umbenannt.
Im Mai 2015 wurde bekannt, dass der Stadt Dresden eine Nachzahlung im Millionenbereich droht, da unter anderem Rechnungen aufgrund Streitigkeiten bezüglich der Baukosten noch nicht beglichen wurden.

### DDV-Stadion (2016–2018)
Am 25. Februar 2016 wurde bekanntgegeben, dass die DDV Mediengruppe die Namensrechte des Stadions bis zum 30. Juni 2020 erworben hat, das Stadion wurde in DDV-Stadion umbenannt.

### Rudolf-Harbig-Stadion (seit 2018)
Im August 2018 erwarben die Konsum Dresden eG und die DREWAG – Stadtwerke Dresden GmbH gemeinsam bis 2021 die Namensrechte am Stadion. Bis zum 31. August um 12 Uhr konnten Fans im Internet über den zukünftigen Namen der Spielstätte abstimmen. Zur Wahl standen die früheren Namen Dynamo-Stadion und Rudolf-Harbig-Stadion. Der neue (alte) Name sollte vor dem Heimspiel am 1. September 2018 gegen den Hamburger SV bekanntgegeben werden. Nach der Absage der Partie wurde er beim Nachholspiel am 18. September verkündet. An der Abstimmung beteiligten sich 29.512 Personen, von denen 16.036 (54,33 Prozent) für den Namen Rudolf-Harbig-Stadion stimmten, sodass das Stadion seit dem 18. September 2018 wieder diesen Namen trägt. Auch nachdem im August 2021 die Radeberger Exportbierbrauerei GmbH den Teil der Namensrechte der Konsum Dresden eG übernommen hatte, wurde der Name beibehalten.

## Fakten und Architektur

### Daten
Das Stadion wurde als klassisches Einrangstadion errichtet. Es ist 195 Meter lang und 160 Meter breit und das ganze Areal hat eine Fläche von 72.000 m². Das Stahlbetongebäude ist an der äußeren Seite der Haupttribüne mit einer 2000 m² großen Glasfassade verziert. Direkt darunter befindet sich der 300 m² große Fanshop. Das aus Trapezblech und Kunststoffbelag bestehende Dach deckt 19.000 m² ab. Die Sitzplätze sind hauptsächlich gelb, allerdings ergeben einzelne schwarze Sitze das Wort „DRESDEN“ sowie rote und weiße Plätze das Logo der Sportvereinigung Dynamo. Es gibt etwa 184 Flutlichtstrahler, die eine fast doppelt so hohe Leistung haben wie die einstige Flutlichtkonstruktion. Das Dresdner Stadion verfügt über zwei Videotafeln mit einer Fläche von je 42 m².

### Blöcke

Blockplan des Stadions

Das Stadion verfügt über 20 Blöcke mit der Bezeichnung von A bis T. Diese unterteilen sich weiterhin in kleinere Blöcke, sodass es insgesamt 57 Blöcke gibt. Dabei ergeben die Blöcke D1 bis D4 den Sparkassen-Familienblock. Dieser ist ein familienfreundlicher, rauchfreier Bereich, der von der Ostsächsischen Sparkasse Dresden gesponsert wird. Der K-Block besteht rein aus Stehplätzen; wobei 9.055 der 11.055 Stehplätze sich hier befinden. Die Ultras von Dynamo Dresden haben dort ihren Stammplatz und führen regelmäßig Choreographien durch. Auf der Haupttribüne im Osten befinden sich seit dem Umbau VIP-Logen.
Im alten Rudolf-Harbig-Stadion gab es zudem noch die Badkurve und die Hornbach-Tribüne. Diese bestanden aus den alten Blöcken F bis K (K1 und K2). Dabei war die Hornbach-Tribüne erst als kurzfristige Erweiterung der Blöcke H und I aufgrund der zu kleinen Kapazität beim Europapokalspiel von Dynamo gegen Ajax Amsterdam am 15. September 1971 vorgesehen. Die beiden Blöcke wurden damals durch ein Stahlgerüst erhöht. Als die Abrissarbeiten bevorstanden, konnten sich Fans des Vereins Sitzschalen für 11,11 € pro Schale abmontieren.

### Giraffen
Als „Giraffen“ wurden die ehemaligen Flutlichtmasten des Stadions bezeichnet. Sie wurden im Jahre 1969 errichtet und Ende 2007 abgerissen. Mit 62 Metern Höhe überragten sie weite Teile des Dresdner Stadtbilds. Die 60,5 Tonnen schweren weißen Stahlbauten hatten einen Neigungswinkel von 20 Grad. Im Jenaer Ernst-Abbe-Sportfeld stand die gleiche Konstruktion, die allerdings fünf Jahre später erbaut wurde und keine Neigung besaß. Manfred Mortensen, Günter Schöneberg, Friedrich Schmidt und die PGH Elektrobau Dresden entwarfen sie mit 570 bis 700 Lux. Es gab 104 Lampen, welche auf jeweils sechs Ebenen verteilt waren. Es ergaben sich 26 Strahler pro „Giraffe“.
Die Masten mussten 2007 weichen, da die Stadt beschlossen hatte, das Stadion um 20 Meter zu verschieben. Dies war notwendig, um das Georg-Arnhold-Bad nicht zu verschatten. Die HBM Stadion- und Sportstätten GmbH, der Erbauer des Stadions, hatte die alte Konstruktion zunächst eingeplant. Fans wollten die Flutlichter unter Denkmalschutz stellen lassen und hatten später Pläne zum Erhalt von wenigstens einem Flutlicht. Der Dresdner Stadtrat lehnte dies allerdings ab.

### Steinhaus

Steinhaus (2016), weitere Bilder

Das Steinhaus ist ein zweigeschossiges Gebäude am Rudolf-Harbig-Stadion. Zur Eröffnung des Stadions 1923 wurde an der Blüherstraße auch ein einfacher Fachwerkbau errichtet, der Umkleideräume und Lagerraum für Sportgeräte und Ausrüstung aufnahm. 1926 wurde das Gebäude massiv neu aus Ziegelmauerwerk errichtet und bot auf ca. 800 Quadratmetern Nutzungsfläche Funktionsräume, Waschräume, Umkleidezimmer und Büroräume. Im Februar 1945 während der Bombardierungen Dresdens wurde das Steinhaus zerstört. Nach Kriegsende wurde nach Plänen der Architekten Emil Leibold und G. Gebauer ein zweigeschossiger und unterkellerter Neubau des Steinhauses errichtet, der 1951 eröffnet wurde. Nun standen ungefähr 2000 Quadratmeter Nutzungsfläche zur Verfügung. Im Jahr 1976 wurde das Dach neu gedeckt, zwei Jahre später tauschte man die Sanitäreinrichtung aus. Das leergeräumte Steinhaus ist nach 2009 ungenutzt, Pläne zu einer neuen Nutzung wurden bis 2021 nicht realisiert.

### Stadionführung
Die Stadion Dresden Projektgesellschaft mbH & Co. KG bietet, wie auch in anderen Stadien, Möglichkeiten der Stadionbesichtigung im Rahmen einer (auch thematisch ausgerichteten) Führung an.

## Stadionheft
Das Stadionheft ist der sogenannte „Dynamo-Kreisel“. Seit 1997 erscheint er offiziell zu den Heimspielen der SG Dynamo Dresden. In dem rund 64-seitigen Magazin werden Informationen über den Verein, die Mannschaft und über den aktuellen Gegner sowie ein Interview mit Spielern oder Mitarbeitern von Dynamo Dresden veröffentlicht. Der Erlös geht vollständig an das Nachwuchsleistungszentrum des Vereins. Das Programm wurde von stadionheft.de in Zusammenarbeit mit der „Deutschen Programmsammler Vereinigung“ (DPV) in der Saison 2009/2010 sowie in der darauffolgenden Spielzeit als bestes Stadionmagazin der 3. Liga ausgezeichnet. In der Saison der 2. Fußball-Bundesliga 2012/13 wurde es als zweitbestes Heft ausgezeichnet.

## Besondere Sportveranstaltungen

### U-20-Fußball-Weltmeisterschaft der Frauen 2010
|                                                    |   |           |           |
| Dienstag, 20. Juli 2010 um 11:30 Uhr, Gruppe A     |   |           |           |
| Costa Rica                                         | – | Kolumbien | 0:3 (0:2) |
| Dienstag, 20. Juli 2010 um 14:30 Uhr, Gruppe B     |   |           |           |
| Neuseeland                                         | – | Brasilien | 1:4 (0:1) |
| Mittwoch, 14. Juli 2010 um 18:00 Uhr, Gruppe D     |   |           |           |
| USA                                                | – | Ghana     | 1:1 (0:1) |
| Mittwoch, 14. Juli 2010 um 15:00 Uhr, Gruppe D     |   |           |           |
| Schweiz                                            | – | Südkorea  | 0:4 (0:2) |
| Sonnabend, 17. Juli 2010 um 18:00 Uhr, Gruppe D    |   |           |           |
| USA                                                | – | Schweiz   | 5:0 (3:0) |
| Sonnabend, 17. Juli 2010 um 15:00 Uhr, Gruppe D    |   |           |           |
| Ghana                                              | – | Südkorea  | 2:4 (1:1) |
| Sonntag, 25. Juli 2010 um 18:30 Uhr, Viertelfinale |   |           |           |
| Mexiko                                             | – | Südkorea  | 1:3 (0:2) |

### Fußball-Weltmeisterschaft der Frauen 2011
Das Stadion wurde im Rahmen der WM wieder Rudolf-Harbig-Stadion genannt.
|                                                    |   |           |                                 |
| Dienstag, 5. Juli 2011 um 20:45 Uhr, Gruppe A      |   |           |                                 |
| Kanada                                             | – | Nigeria   | 0:1 (0:0)                       |
| Freitag, 1. Juli 2011 um 18:15 Uhr, Gruppe B       |   |           |                                 |
| Neuseeland                                         | – | England   | 1:2 (1:0)                       |
| Dienstag, 28. Juni 2011 um 18:15 Uhr, Gruppe C     |   |           |                                 |
| USA                                                | – | Nordkorea | 2:0 (0:0)                       |
| Sonntag, 10. Juli 2011 um 17:30 Uhr, Viertelfinale |   |           |                                 |
| Brasilien                                          | – | USA       | 2:2 n. V. (1:1, 0:1), 3:5 i. E. |

### Länderspiele
Folgende Länderspiele wurden außerdem in diesem Stadion bzw. seinen Vorgängerbauten ausgetragen:
Männer
|                                      |   |                  |           |
| 14. Oktober 1962 (30.000 Zuschauer)  |   |                  |           |
| DDR                                  | – | Rumänien         | 3:2 (1:0) |
| 11. November 1970 (35.000 Zuschauer) |   |                  |           |
| DDR                                  | – | Niederlande      | 1:0 (0:0) |
| 7. Oktober 1972 (16.000 Zuschauer)   |   |                  |           |
| DDR                                  | – | Finnland         | 5:0 (0:0) |
| 27. März 1974 (13.000 Zuschauer)     |   |                  |           |
| DDR                                  | – | Tschechoslowakei | 1:0 (1:0) |
| 17. November 1976 (18.000 Zuschauer) |   |                  |           |
| DDR                                  | – | Türkei           | 1:1 (1:1) |
| 23. Februar 1983 (8.000 Zuschauer)   |   |                  |           |
| DDR                                  | – | Griechenland     | 2:1 (2:1) |
| 22. März 1989 (14.000 Zuschauer)     |   |                  |           |
| DDR                                  | – | Finnland         | 1:1 (0:1) |
| 14. Oktober 1992 (27.000 Zuschauer)  |   |                  |           |
| Deutschland                          | – | Mexiko           | 1:1 (0:0) |

Frauen
|                                       |   |            |           |
| 15. September 2010 (20.431 Zuschauer) |   |            |           |
| Deutschland                           | – | Kanada     | 5:0 (1:0) |
| 7. Oktober 2022 (26.835 Zuschauer)    |   |            |           |
| Deutschland                           | – | Frankreich | 2:1 (1:0) |

Anmerkung: Das ursprünglich für den 22. April 2010 terminierte Spiel in Dresden gegen Schweden wurde abgesagt, da die schwedische Mannschaft auf Grund der Probleme im Flugverkehr durch die Aschewolke des Eyjafjallajökull nicht anreisen konnte.
U-19-Junioren
|                   |   |            |           |
| 17. November 2010 |   |            |           |
| Deutschland       | – | Tschechien | 1:1 (1:0) |

Im Gegensatz zu den DFB-Frauen sind weitere Spiele der Männer-Auswahl nicht vorgesehen, da das Stadion nicht über die vorgeschriebene Mindestkapazität von 40.000 Sitzplätzen verfügt.

### DFB-Supercup der Frauen
|                         |   |               |           |
| 25. Aug. 2024, Supercup |   |               |           |
| FC Bayern München       | – | VfL Wolfsburg | 1:0 (1:0) |

Am 28. Mai 2024 wurde bekanntgegeben, dass die erstmalige Austragung des Wettbewerbs seit 1997 in Dresden stattfinden wird.

### FDGB-Pokalfinale
|                                          |   |                          |           |
| 1. Juni 1969, Finale FDGB-Pokal 1968/69  |   |                          |           |
| 1. FC Magdeburg                          | – | FC Karl-Marx-Stadt       | 4:0 (1:0) |
| 13. Juni 1970, Finale FDGB-Pokal 1969/70 |   |                          |           |
| FC Vorwärts Berlin                       | – | 1. FC Lokomotive Leipzig | 4:2 (1:1) |

### Sonstige Spiele
Im Jahr 2011 fand ein Benefizspiel statt, das von Laureus organisiert wurde. Dabei siegte das Team „Söhne Dresden“, das aus ehemaligen Spielern wie Ulf Kirsten und anderen Prominenten bestand, gegen das „Laureus Allstar Team“ mit 10:9 nach Elfmeterschießen. Rund 10.000 Zuschauer brachten unter anderem eine Summe von 100.000 Euro auf. Auch 2012 war das Laureus Benefizspiel, das bisher vier Mal ausgetragen wurde, im Stadion zu Gast. Wiederum gewannen die „Söhne Dresden“ gegen die „WM-Helden“ mit 6:4.
Dynamo Dresden musste 2012 ein Geisterspiel im Stadion austragen. Durch Verkauf von „Geistertickets“ galt es inoffiziell als ausverkauft.
Am 31. Juli 2013 gab es ein Spiel zu Gunsten der Opfer der Flutkatastrophe im Juni. Es stand unter dem Motto „Zwei Städte, zwei Vereine – Ein Fluss, eine Freundschaft“. Dynamo Dresden gewann gegen den Hamburger SV mit 4:0. Bei dem Spiel kam ein Erlös von 80.000 Euro zusammen. Davon gehen 40.000 Euro an die Stiftung „Dresdner helfen Dresdnern“ und die anderen 40.000 Euro gingen in die Stiftung „Lichtblicke“.

### American Football
Die Dresden Monarchs aus der German Football League tragen pro Saison ein Heimspiel, seit 2010 insgesamt elf Partien, im großen Dresdner Stadion aus. Vor dem Neubau des Stadions teilten sich Dynamo Dresden und die Dresden Monarchs die Spielstätte. Für Ende Mai 2020 war das Heimspiel in der Fußballarena gegen die New Yorker Lions aus Braunschweig terminiert.
Die Monarchs bestritten ihr bisher einziges Heimspiel auf höchster europäischer Ebene der Big6 European Football League im Harbig-Stadion. Im Vorrundenspiel am 3. Mai 2014 gegen die Braunschweig Lions unterlag Dresden 10:17 und verpasste trotz eines Auswärtssieges gegen die AFC Vienna Vikings den Einzug ins Finale.

### DEL2 Event Game
Am 9. Januar 2016 fand im Stadion das erste DEL2 Event Game statt. Das Spiel wurde unter dem Namen „Winter Derby Dresden“ zwischen den Dresdner Eislöwen und den Lausitzer Füchsen ausgetragen. Die Eislöwen gewannen das Spiel mit 4:3 in der Verlängerung vor 31.853 Zuschauern. Damit stellte das Spiel einen neuen Zuschauerrekord für das Stadion auf und gehörte zu den meistbesuchten Freiluft-Eishockeyspielen in ganz Europa.
Am 4. Januar 2020 fand im Rudolf-Harbig-Stadion in Dresden das vierte DEL2 Event Game unter dem Namen „Hockey Open Air“ vor 32.009 Zuschauern statt. Dabei trafen in der Neuauflage des Winter-Derbys von 2016 die Dresdner Eislöwen erneut auf die Lausitzer Füchse, das Punktspiel gewannen die Dresdner Eislöwen mit 5:3. Darüber hinaus wurde erstmals ein Spiel der tschechischen Extraliga als Punktspiel zwischen dem HC Verva Litvínov und dem HC Sparta Prag im Ausland ausgetragen, dieses Punktspiel endete mit einem 3:2-Erfolg des HC Sparta Prag unter Cheftrainer Uwe Krupp.

## Bilder

### Altes Stadion

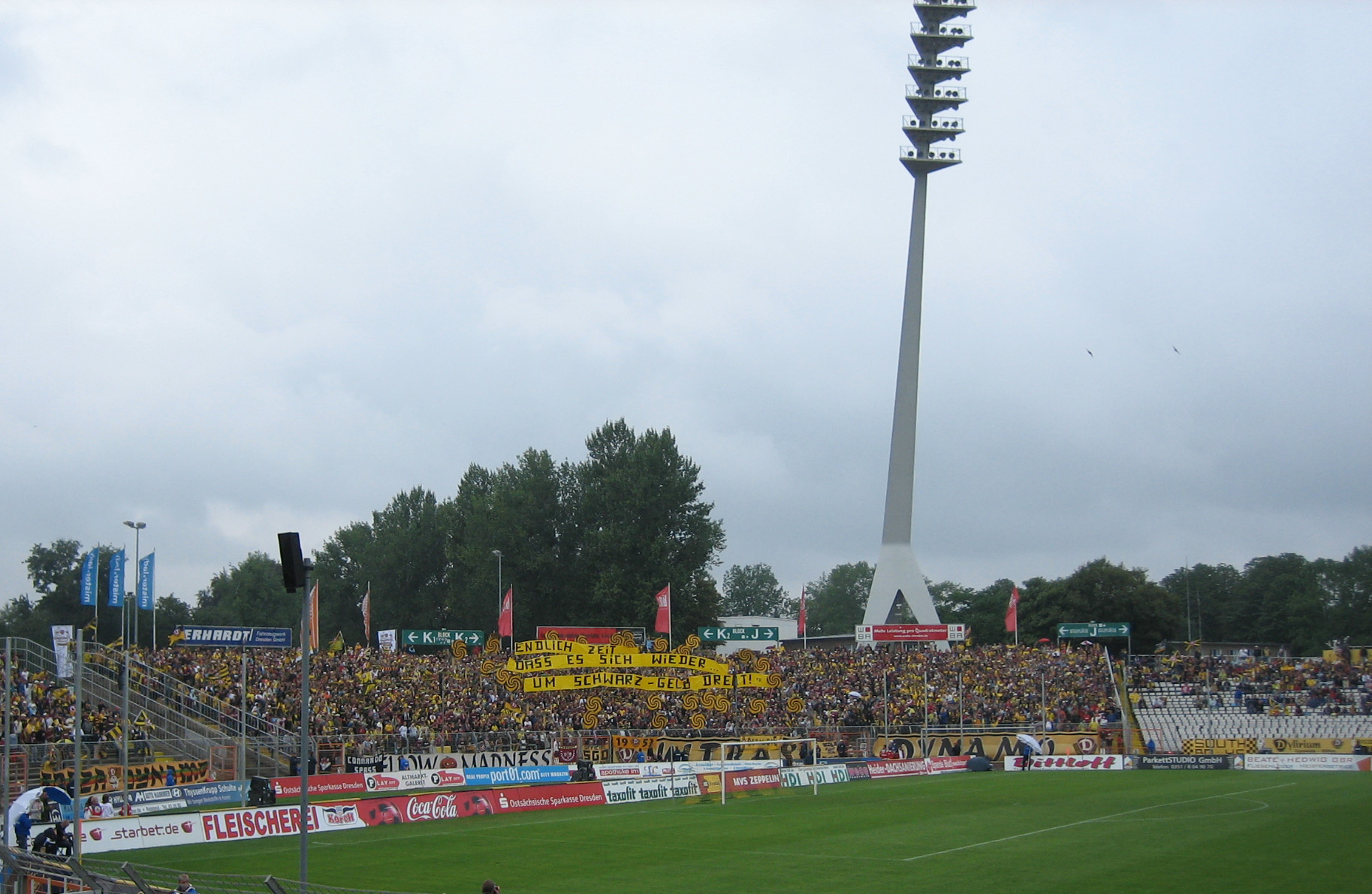
Altes Stadion Innenansicht
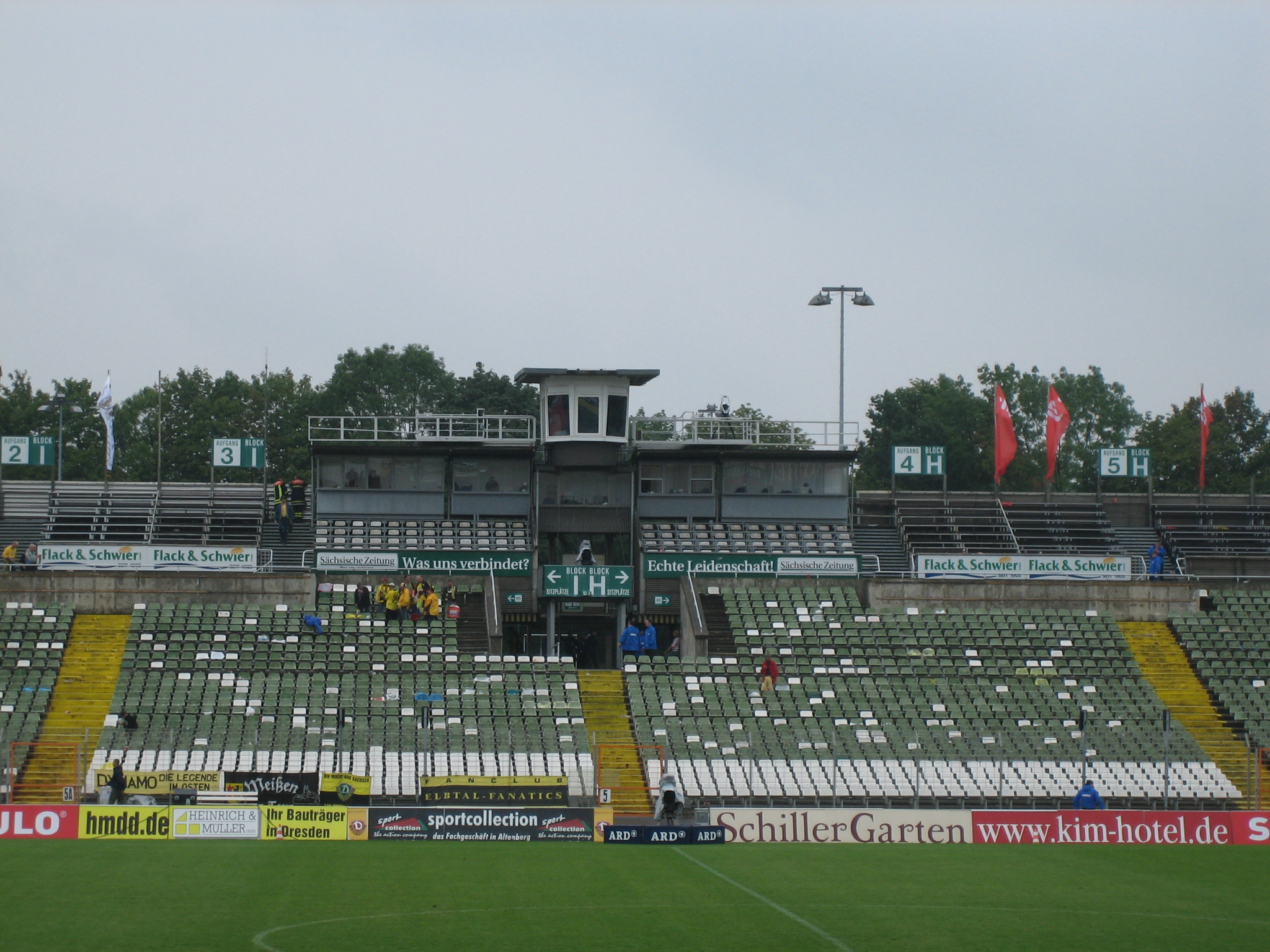
Ehemalige Hornbachtribüne
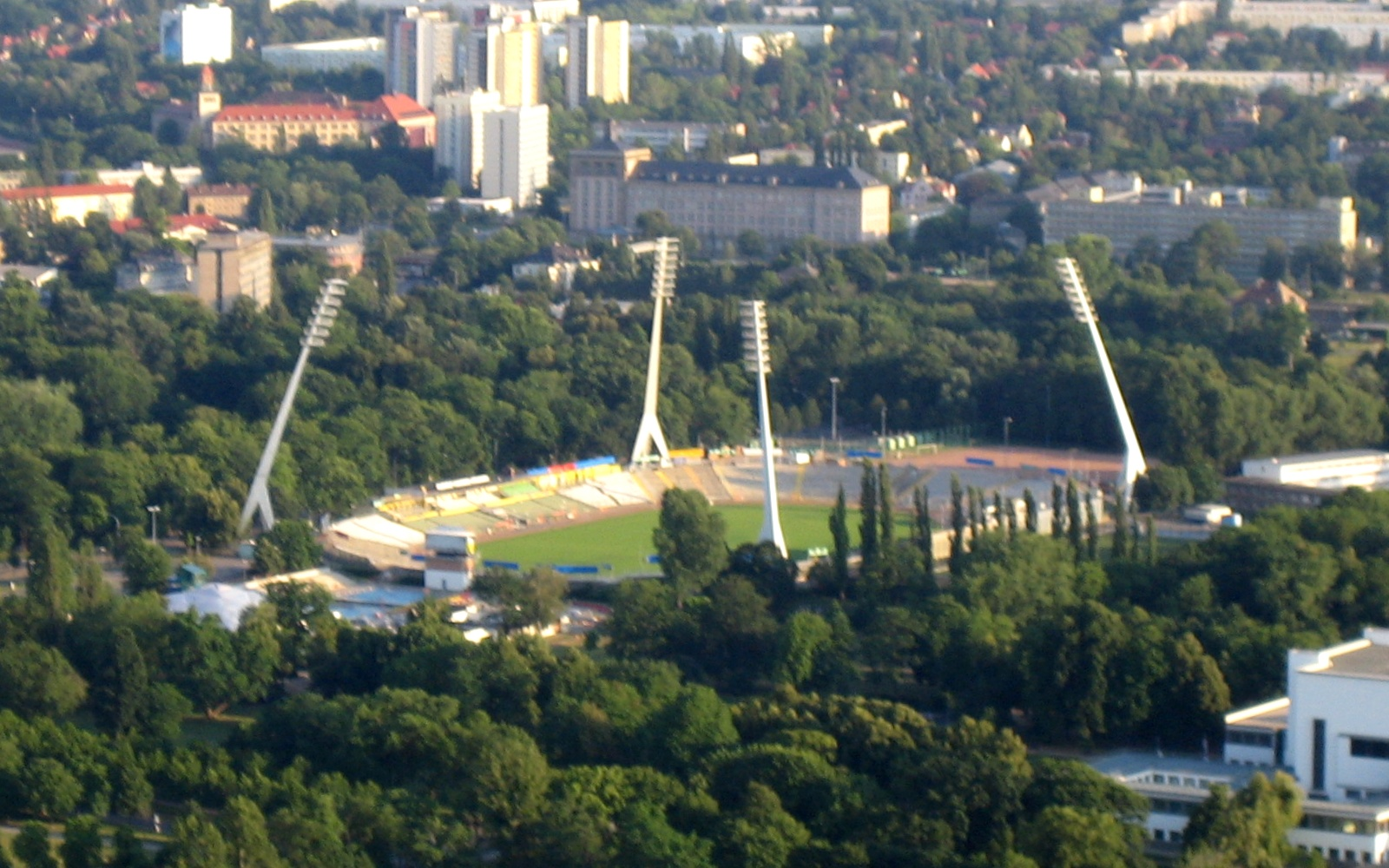
Luftbild des Stadions und des daneben befindlichen Steinhauses
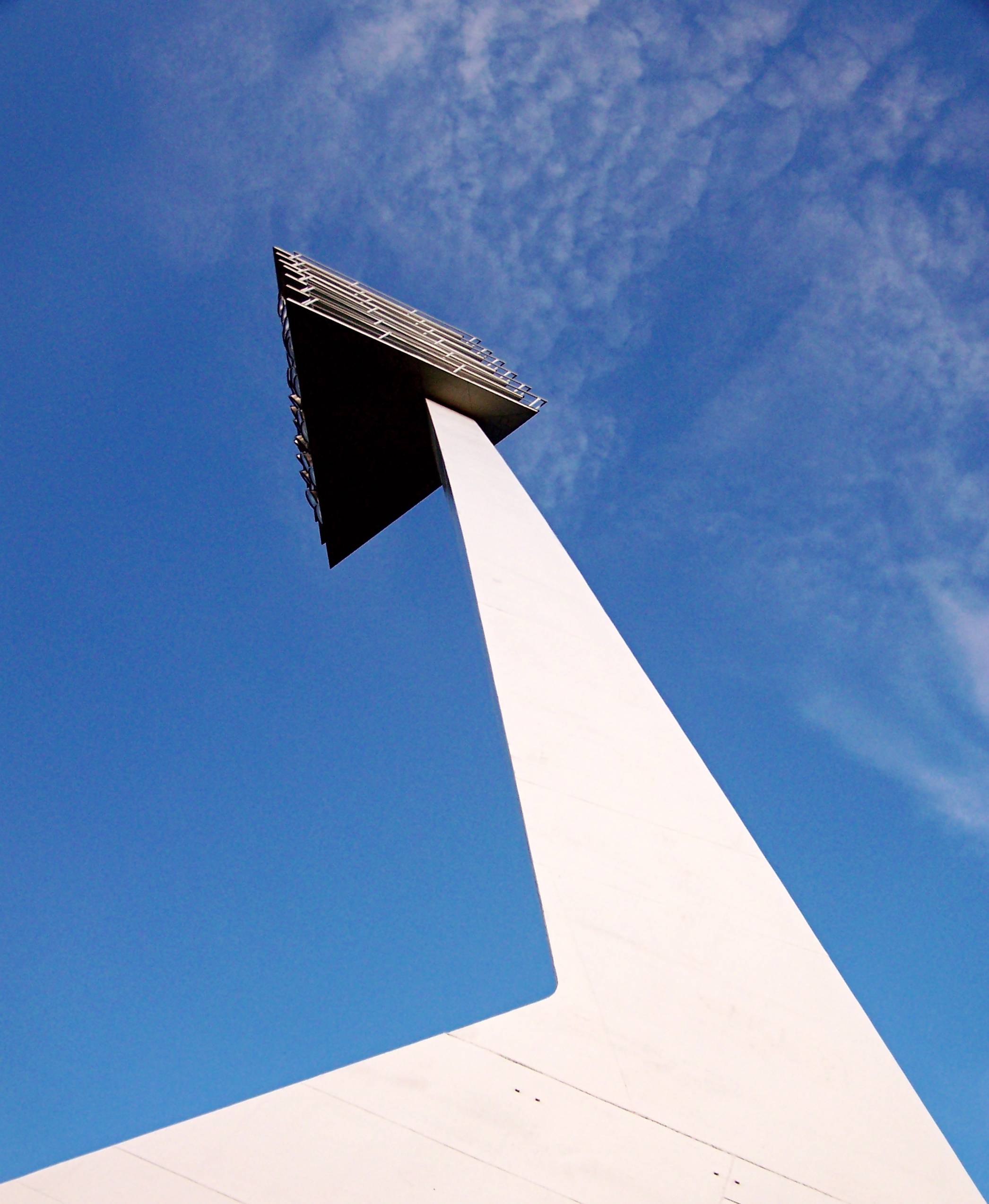
Flutlichtmast vom Boden gesehen
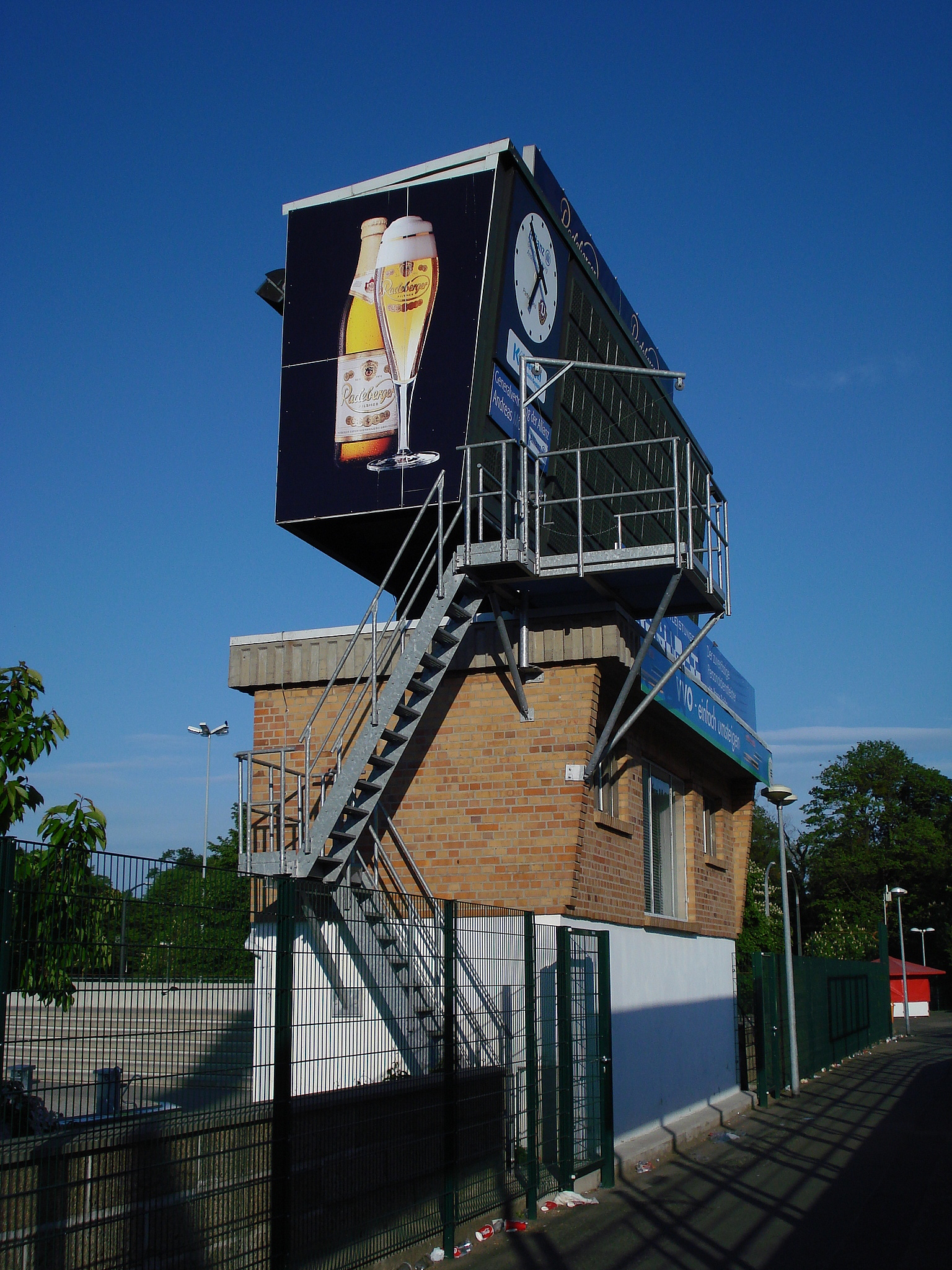
Alte Anzeigetafel
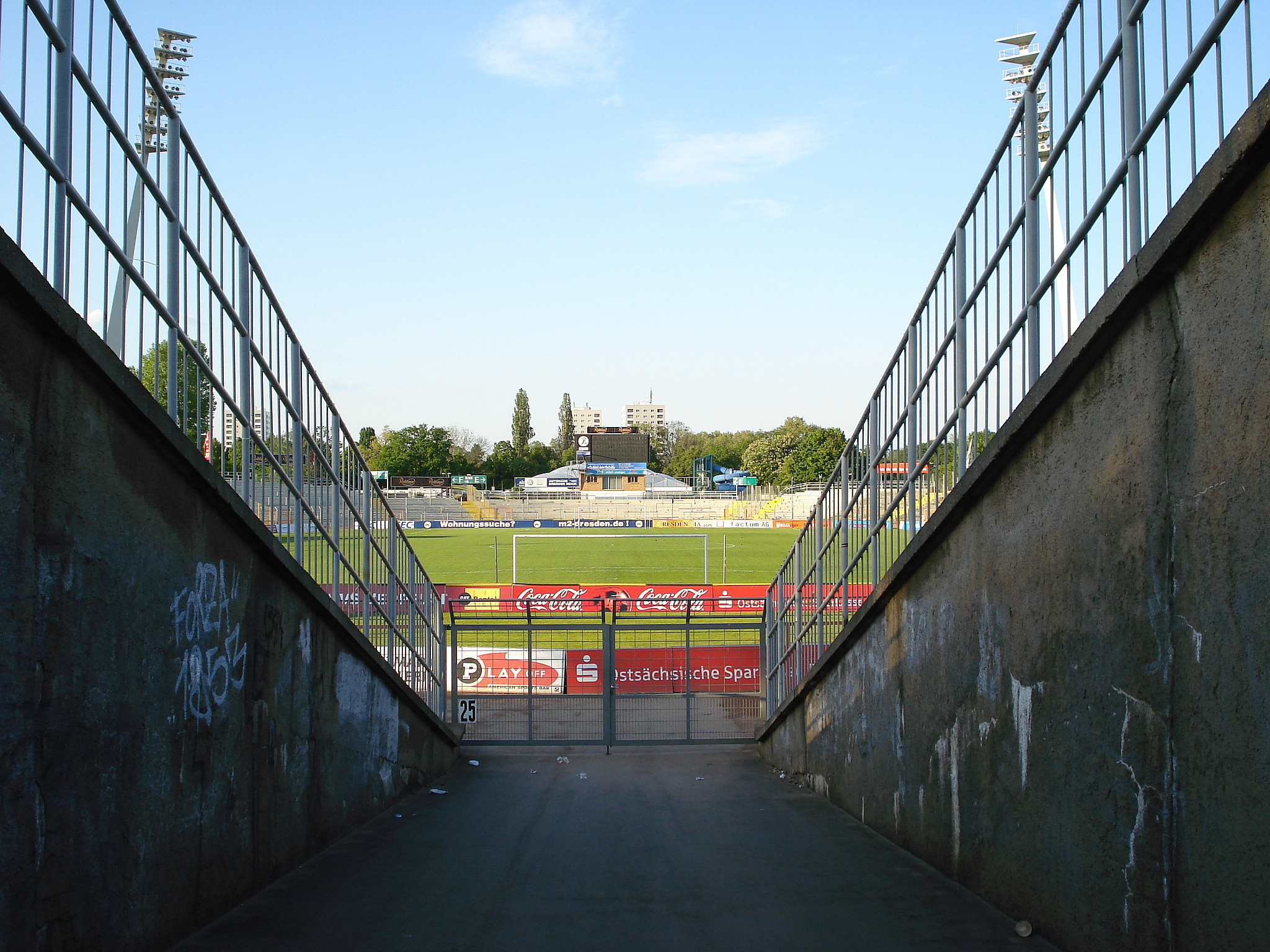
Stadion Einlaufbereich

### Neubau

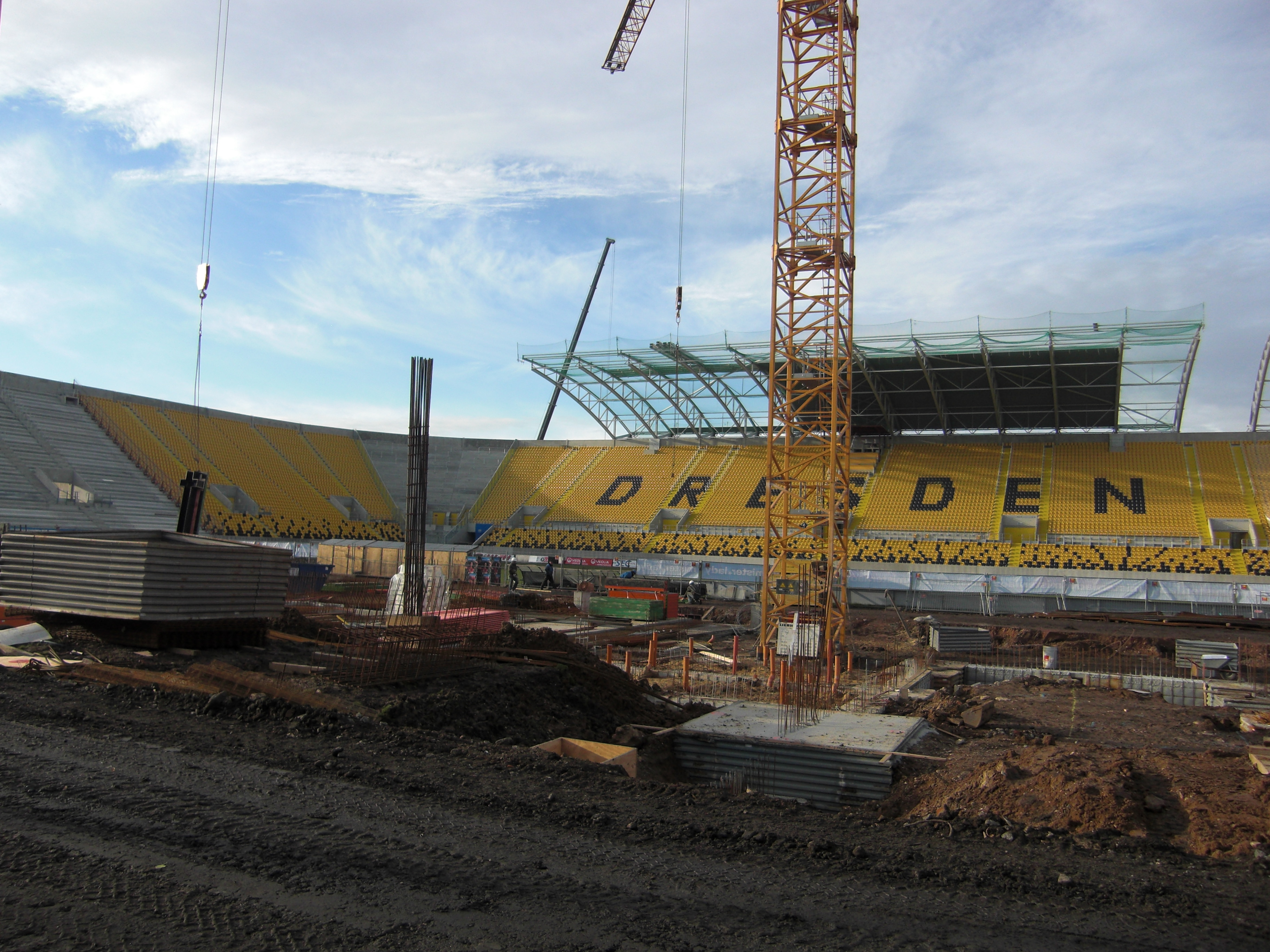
Stadion während des Umbaus
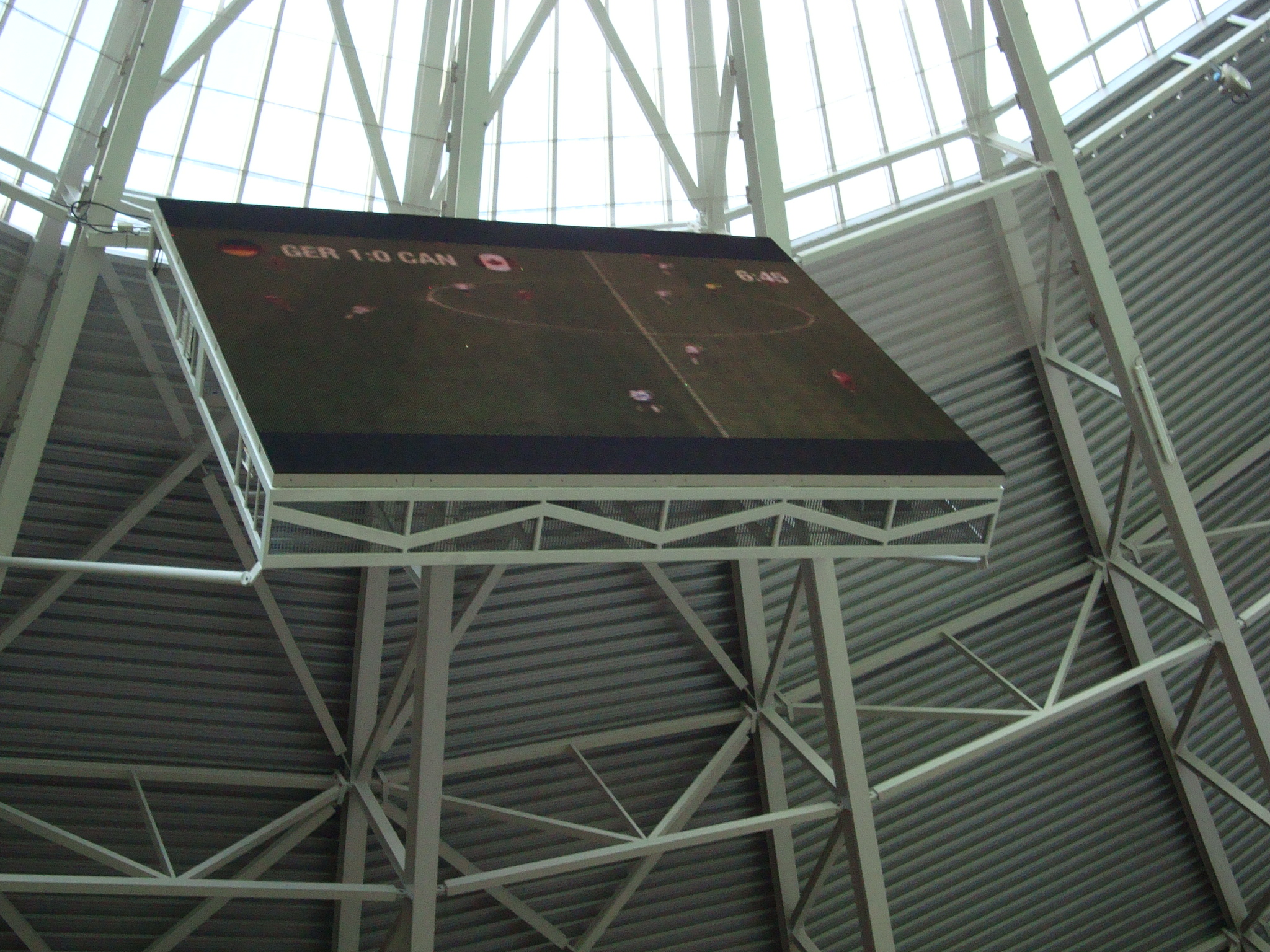
Stadiondach und Anzeigetafel
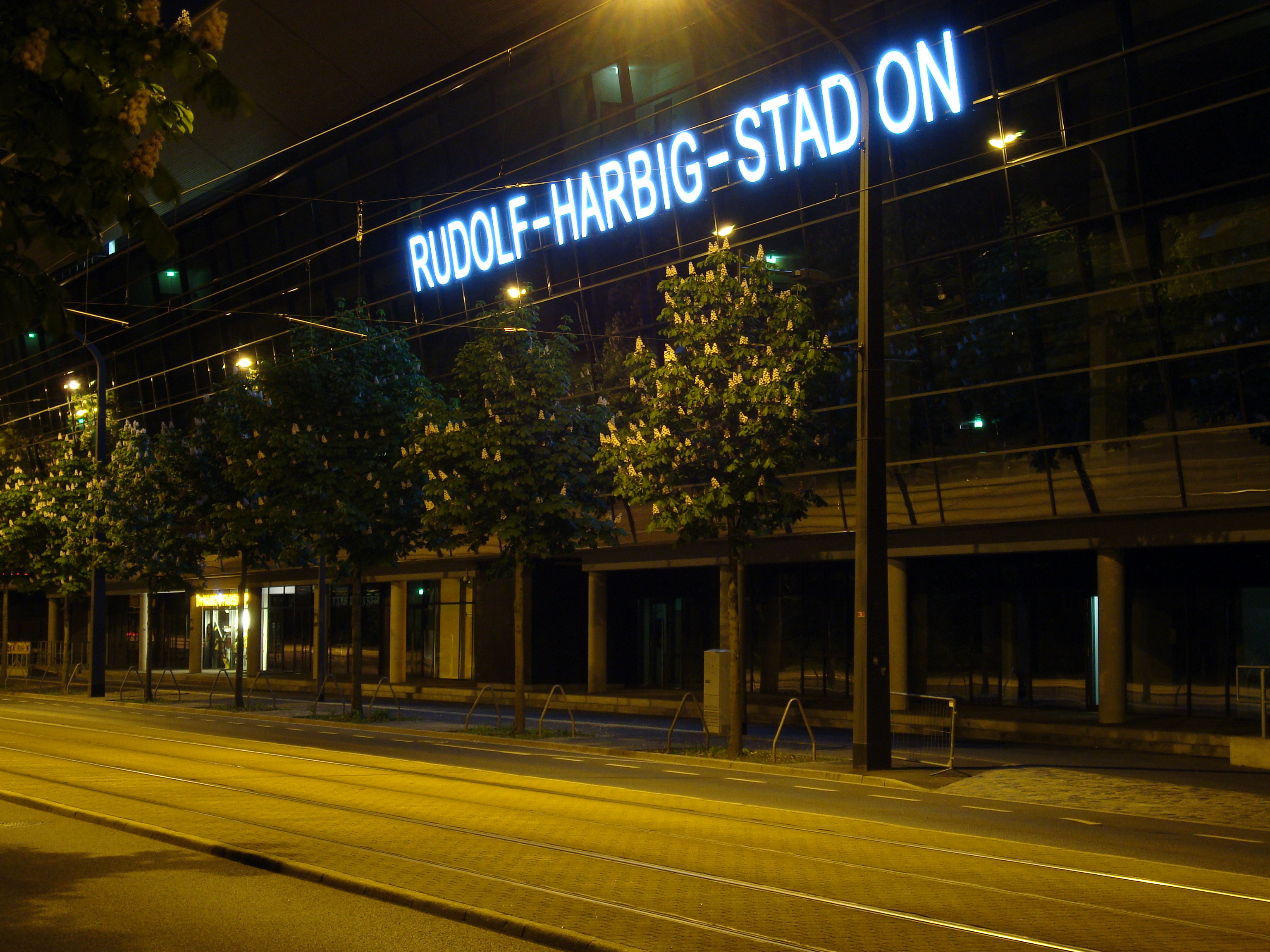
Glasfassade mit beleuchteten Schriftzug
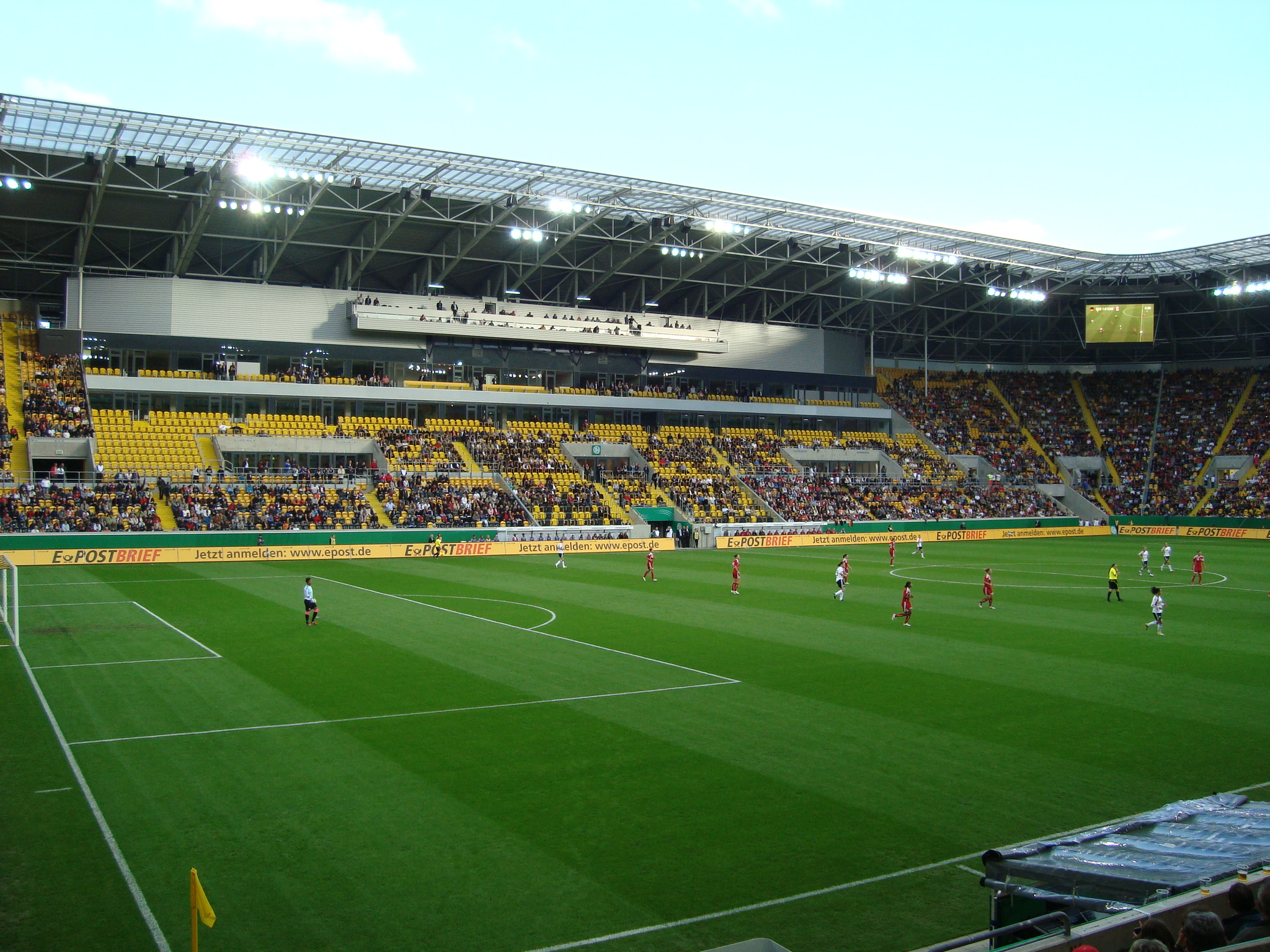
Innenansicht beim Spiel Deutschland gegen Kanada
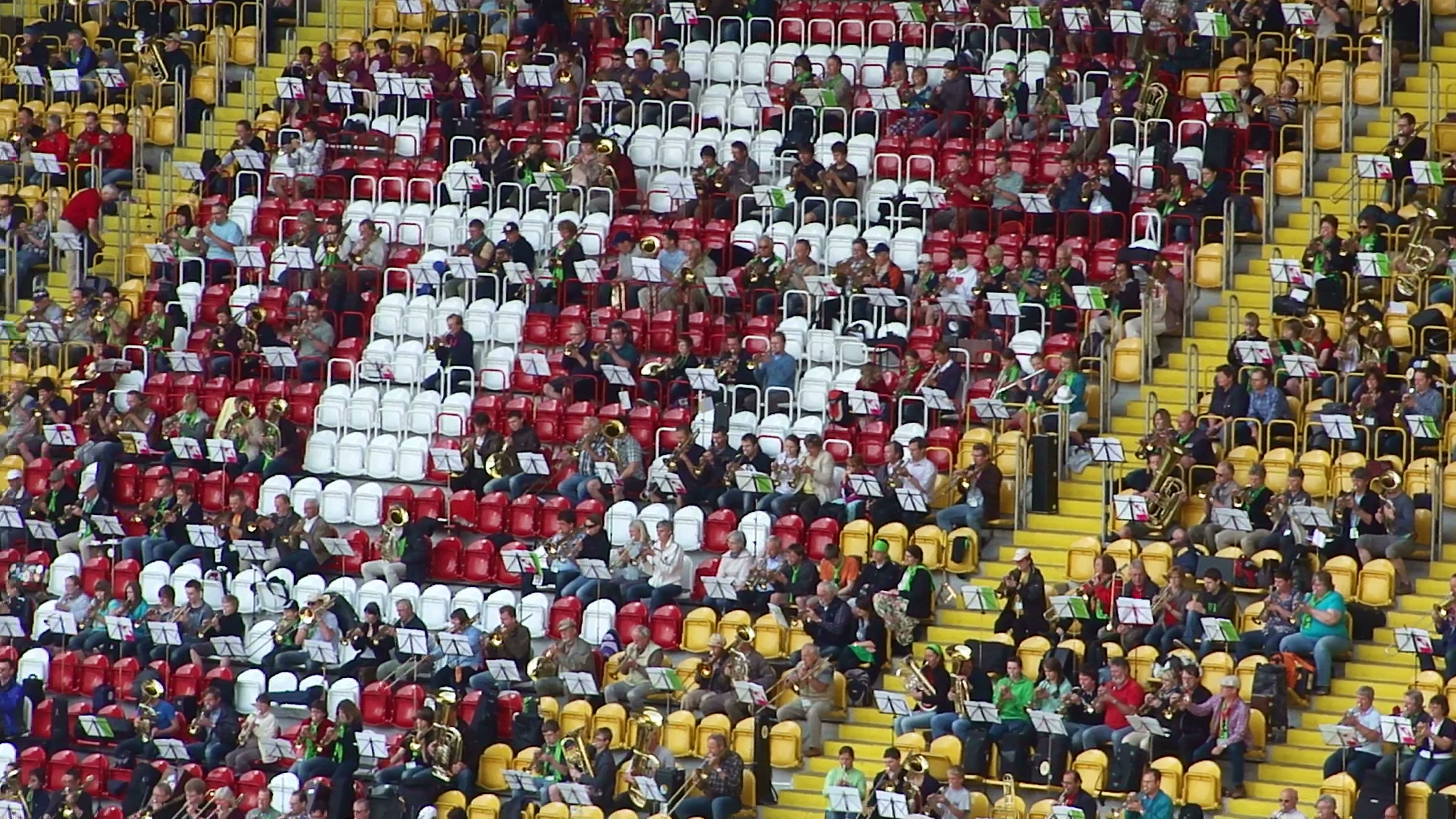
Sitzplätze in Form des Logos von Dynamo Dresden
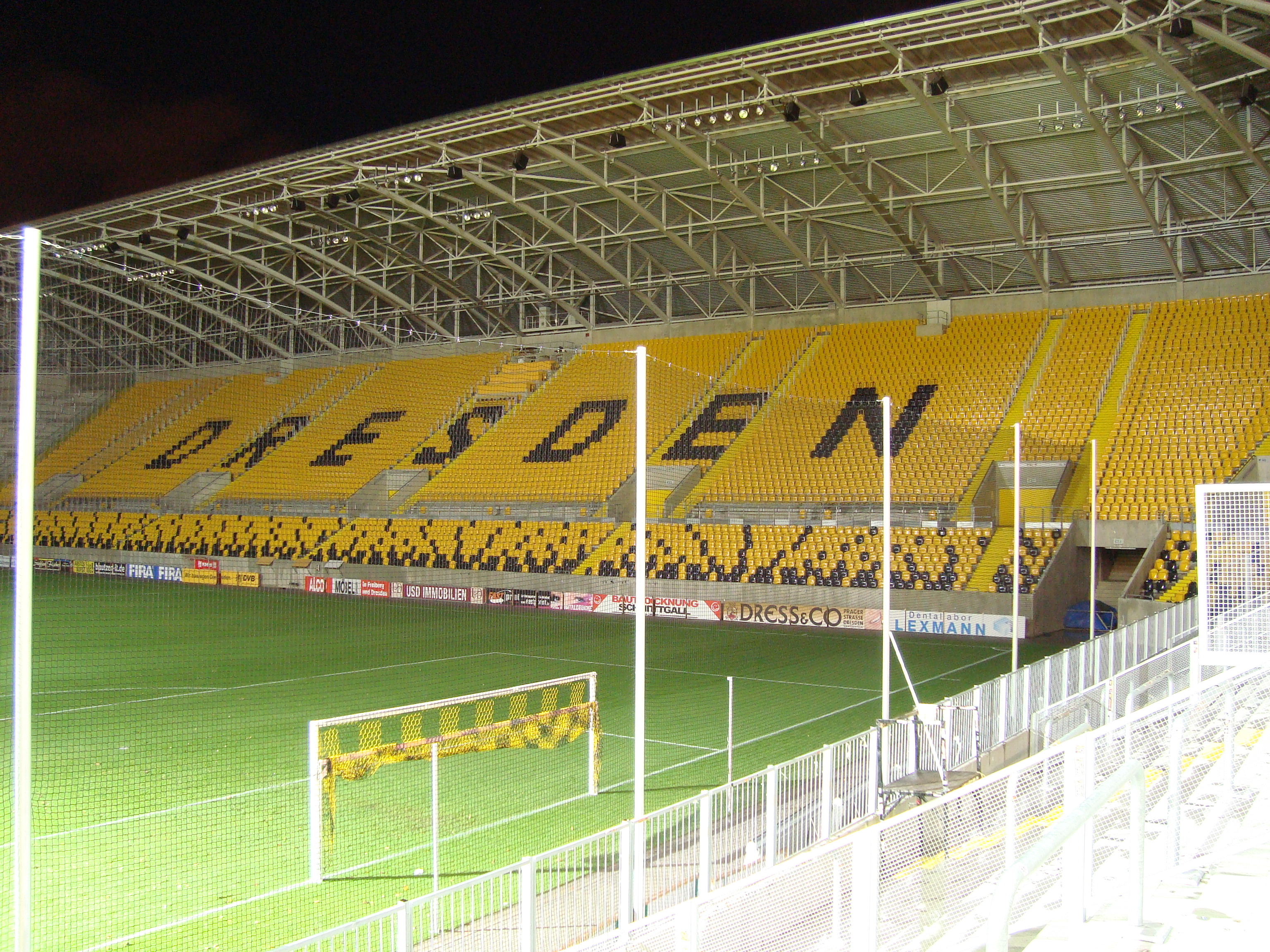
Westtribüne
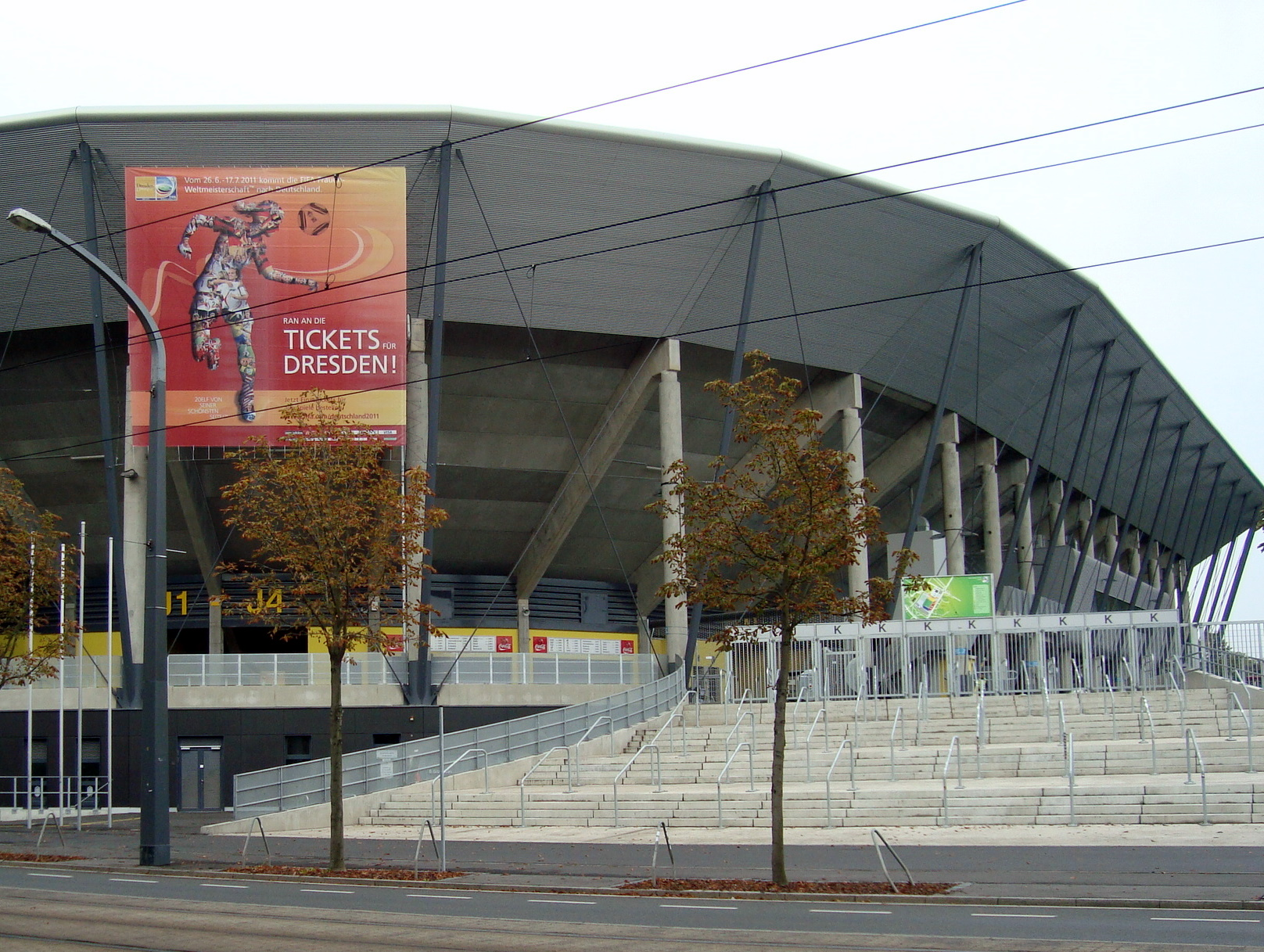
Fassade
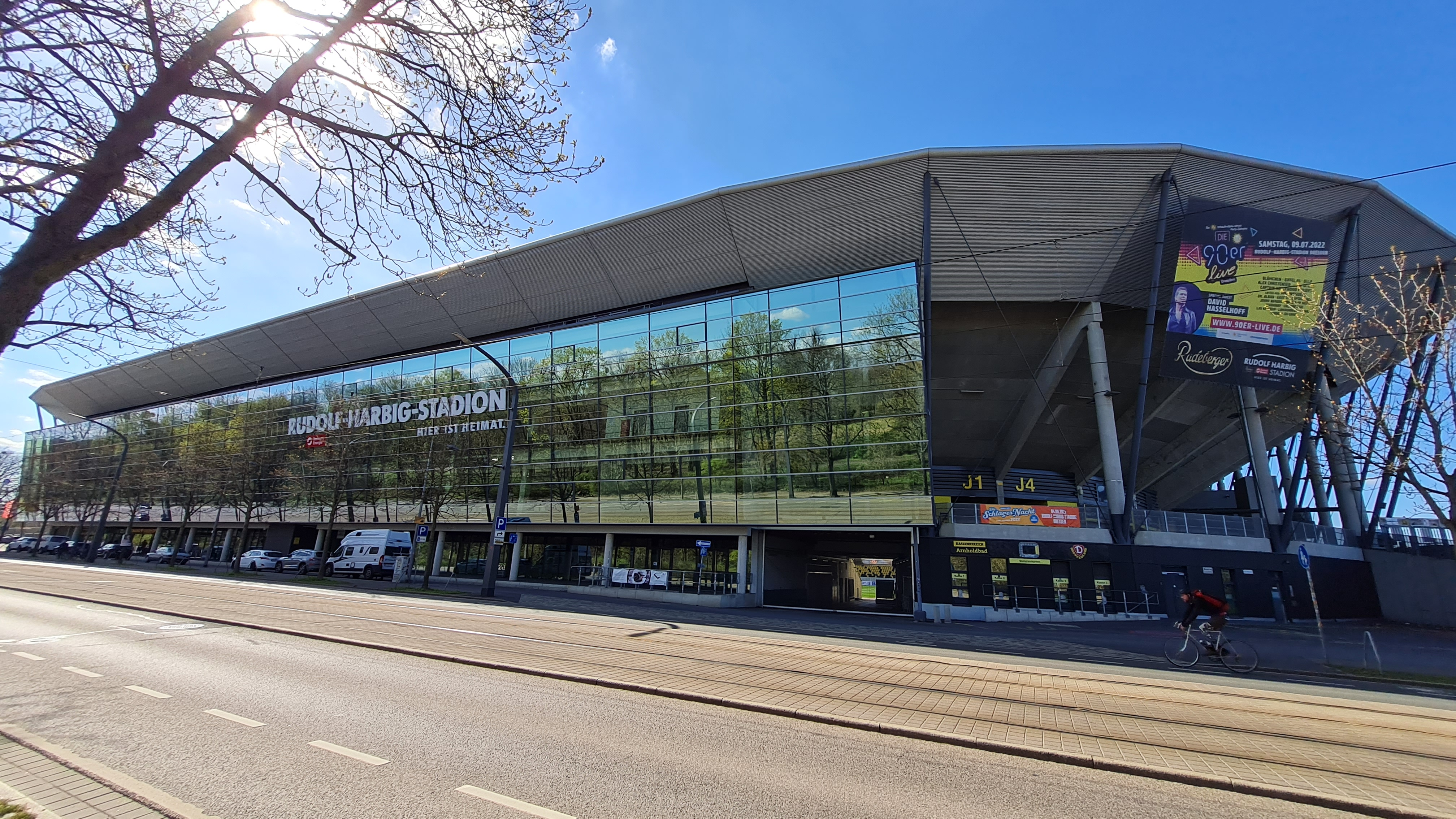
Fassade Lennéstraße mit Schriftzug

## Sonstiges
- Die seit 1983 vor dem Deutschen Hygiene-Museum stehende Statue „Der Ballwerfer“ hatte zuvor vor der Ilgen-Kampfbahn ihren Platz.
- Auf dem Gelände stand ein Gedenkstein für den erfolgreichsten Dynamotrainer Walter Fritzsch. Nachdem dieses bis zum 65. Geburtstag der SG Dynamo Dresden im Foyer des Neubaus untergebracht war, steht es nun frei zugänglich neben dem am Stadion gelegenen Parkplatz.
- Die ehemalige „Badkurve“ ist nach dem nahe gelegenen Georg-Arnhold-Bad benannt.
- Die ehemalige „Hornbachtribüne“ erhielt ihren Namen nach den Werbeplakaten des Baumarktes Hornbach, die dort angebracht waren.
- Das Stadion ist das steilste Einrangstadion in Deutschland.
- Das Spiel zum 20-jährigen Bestehen der Dresden Monarchs fand im Stadion statt. Auch andere besondere Spiele trägt das Team dort aus.
- Bei der U-20-WM der Frauen war es das größte der vier Stadien.
- Beim Abriss 2008 wurden zehn Brandbomben gefunden.
- Seit dem Jahr 2013 kann im Stadion geheiratet werden. Es ist das fünfte Stadion in Deutschland mit diesem Recht.[47]

### Adventskonzerte des Dresdner Kreuzchors
Im Dresdner Stadion finden ab 2015 jeweils kurz vor Weihnachten Adventskonzerte des Kreuzchors und weiterer Teilnehmer vor Publikum statt, die auch im MDR Fernsehen übertragen werden.
Die weiteren Teilnehmer:
- 2015: Elisabeth Markstein, Peter Christian Feigel; Gunther Emmerlich, Gunter Schoß
- 2016: Amber Schoop, Cassandra Steen; Thomas Rühmann
- 2017: Elisabeth Breuer, Anna-Maria Reiß, Jocelyn B. Smith; Samuel Koch, Franziska Troegner
- 2018: Anke Fiedler, David Garrett, Peter Maffay, Camilla Nylund; Christian Brückner
- 2019: Dresdner Kapellknaben, Zodwa Selele, Tuuli Takala; Claudia Michelsen
- 2023: Pavel Trávníček, Angelo Kelly, René Kollo, Sabrina Weckerlin, Semjon Barlas und Lenka Graf